# Visbek
Visbek ist eine Gemeinde im Landkreis Vechta in Niedersachsen.

## Geografie

### Geographische Lage
Visbek liegt im Oldenburger Münsterland und ist die nördlichste Gemeinde im Landkreis Vechta, an der Grenze zu den Landkreisen Cloppenburg im Westen und Oldenburg im Norden. Westlich, nördlich und östlich des Ortskerns erstrecken sich die schmalen Streifen des Naturschutzgebietes Bäken der Endeler und Holzhauser Heide längs der sandgeprägten beziehungsweise löss-lehmgeprägten Tieflandbäche Aue, Twillbäke und Visbeker Bruchbach mit ihren feuchten Niederungen und naturnahen Auwäldern. Der Südosten der Gemeinde umfasst einen etwa 73 ha großen Teil des Staatsforstes und Naturschutzgebietes Herrenholz, eines alten, von mesophilen Eichen-Hainbuchenmischwäldern geprägten Waldgebietes mit wertvollen Lebensräumen wie kleinen nährstoffreichen Schlatts mit Teichröhrichten und kleinflächigen Erlen-Bruchwäldern. Zudem gehören die westlichen, nördlichen und östlichen Gemeindeteile dem Naturpark Wildeshauser Geest an. Schließlich ist die Gemeinde Visbek Mitglied des ausgewiesenen Erholungsgebietes Nordkreis Vechta.

### Topografie

Niederschlagsmittelwerte 1961–1990

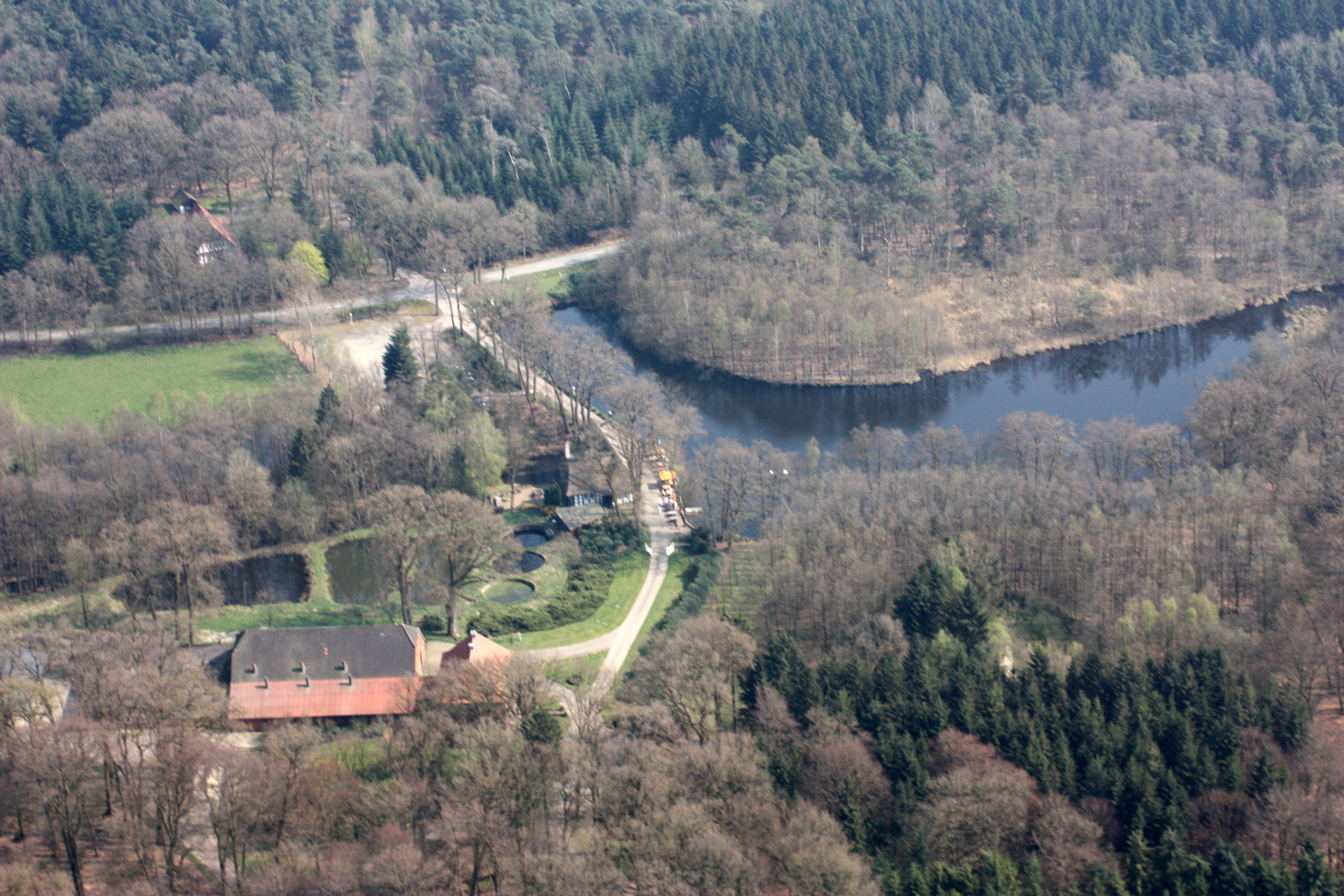
Teichlandschaft bei der Neumühle in Endel

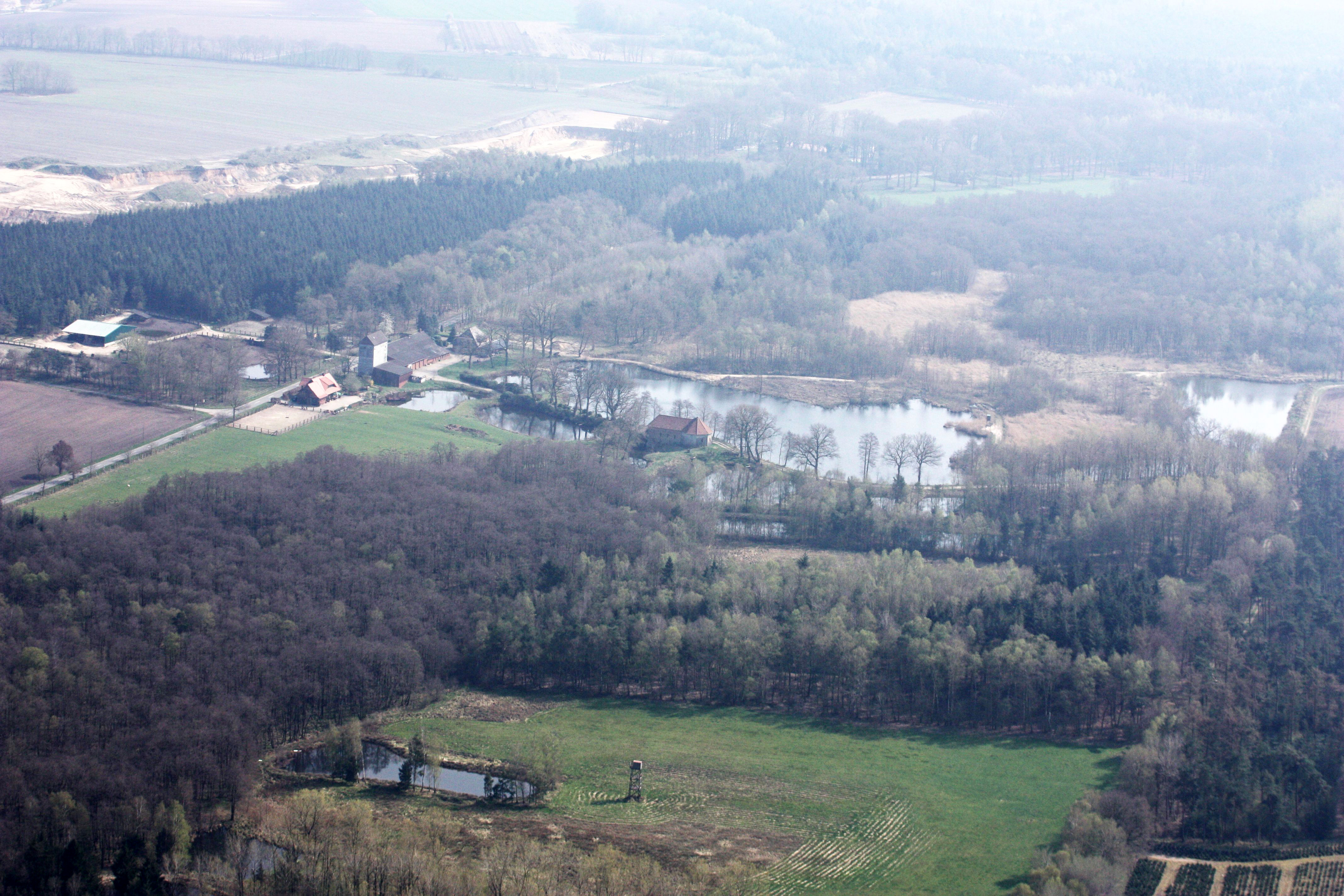
Teichlandschaft bei der Stüvenmühle in Endel

Das Landschaftsrelief der Gemeinde ist eben bis flachwellig und fällt von Südwesten Richtung Nordosten zur Aue und Twillbäke hin leicht ab. Landwirtschaftliche Flächen, mancherorten gegliedert durch Knicks, sowie Wälder und Geestbachniederungen bestimmen das Landschaftsbild. Die höchste Erhebung (64 m ü. NHN) befindet sich südwestlich der Ortschaft Halter, auf dem Gebiet der Bauerschaft Hagstedt, in der Flur Vor Heckmanns Straße. Der niedrigste Punkt (25 m ü. NHN) ist zugleich der nördlichste Punkt des Gemeindegebietes und liegt an der Aue, nördlich der Flur Mühlenhöhe und des Großsteingrabes Schmeersteine in der Bauerschaft Varnhorn. Der bebaute Ortskern von Visbek liegt auf etwa 44 bis 54 m ü. NHN, die unbebaute feuchte Niederung des Visbeker Bruchbachs fällt dort auf bis zu 38 m ü. NHN ab.

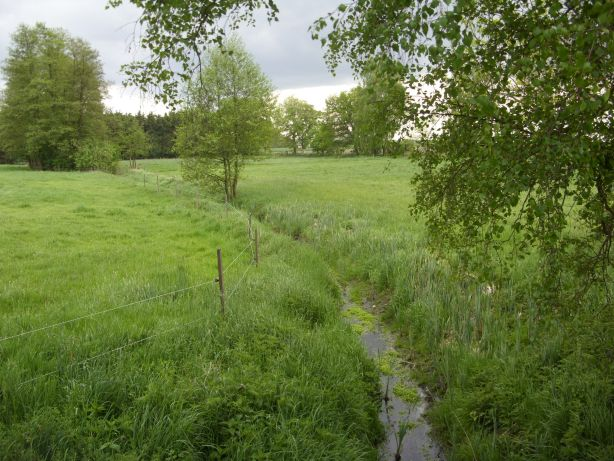
Der Meyerhöfener Wasserzug an der Weser-Ems-Wasserscheide nördlich von Meyerhöfen

Als topographische Besonderheit durchschneidet die Weser-Ems-Wasserscheide das Visbeker Gemeindegebiet von Südost nach Nordwest. Aus dem Nordosten des Forstes Herrenholz kommend erreicht die Wasserscheide Visbeker Gemeindegebiet im Flurstück Das Pastorat Holz, verläuft zwischen dem Wohnplatz Papenloh und der Flur Kehnmoor in nordwestlicher Richtung, und folgt dieser Richtung zwischen den Entwässerungsgräben des Twillbachs und der Bauerschaft Wöstendöllen bis zur Flur Weißes Moor. Dort wendet sich der Verlauf nach Westen bis zur Flur Schwarze Höhe (Höge), um ab dort der Straße Döller Damm in Richtung Norden bis zur Astruper Straße zu folgen. Ab diesem Punkt folgt der Lauf der Wasserscheide der Astruper Straße nach Westen bis zur Kreisstraße 334 (Visbeker Damm), weiter entlang des Visbeker Damms in Richtung Südwesten bis auf Höhe der Flur Hundenschlatt, wendet sich dort nach Westsüdwesten bis zum Wohnplatz Feldhaus Fels, schwenkt dort auf Nordwest, passiert den Weiler Meyerhöfen an seinem südlichen Rand, und verlässt das Gebiet der Gemeinde Visbek westlich des Dorfes Halter. Die Wasserscheide verläuft im Weiteren nach Nordwesten, zwischen Vehne und Lethe, Richtung Nordseeküste. Von den in Visbek entspringenden Tieflandbächen fließt die Aue samt der ihr zufließenden Twillbäke nebst Visbeker Bruchbach in nördlicher und östlicher Richtung über die Hunte zur Weser, desgleichen – in östlicher Richtung – der Lohmühlenbach und der Denghauser Mühlbach, während der Vechtaer Moorbach mit seinen tributären Bächen Spredaer Bach, Lutter Mühlenbach und Schlochter Bäke in südwestlicher Richtung über die Hase der Ems zuströmt.

### Geologie und Hydrogeologie
Die Gemeinde Visbek liegt in der Cloppenburger Geest, dem Kernland des saaleeiszeitlichen Höhenpleistozäns der Ems-Hunte-Geest, und im Landschaftsgroßraum Norddeutsche Tiefebene. Das Gebiet um Visbek besteht hauptsächlich aus glazio-fluviatilen Ablagerungen. Diese bestehen im nördlichen – von Heideflächen geprägten – Gemeindeteil in erster Linie aus sandigen Ablagerungen, im südlichen Gemeindeteil aus fruchtbaren lehmigen Ablagerungen des Pleistozäns. Bohrungen zeigten, dass die oberste Bodenschicht eine Stärke von etwa 5–7 m hat. Diese Schicht ist unterlagert von einer etwa 10 m starken lehmigen und marligen Sedimentschicht. Sandige Schichten in einer Tiefe von 25–30 m bilden einen ertragreichen Aquifer für die Grundwasserförderung. Der oberste Grundwasserleiter befindet sich in einer Tiefe von 2 bis 6 m.

## Klima
Gemäßigtes Seeklima, beeinflusst durch feuchte Nordwestwinde von der Nordsee. Im langjährigen Mittel erreicht die Lufttemperatur in Visbek 8,5–9,0 °C und es fallen etwa 800 mm Niederschlag. Zwischen Mai und August kann mit durchschnittlich 20–25 Sommertagen (klimatologische Bezeichnung für Tage, an denen die Maximaltemperatur 25 °C übersteigt) gerechnet werden.

## Gemeindegliederung und Nachbargemeinden

### Gemeindegliederung
Die Gemeinde Visbek besteht aus dem knapp 6000 Einwohner zählenden Pfarrdorf Visbek und 13 zugehörigen Ortsteilen, den Bauerschaften Astrup, Bonrechtern, Endel, Erlte, Hagstedt, Halter/Meyerhöfen, Hogenbögen, Norddöllen, Rechterfeld, Varnhorn/Siedenbögen und Wöstendöllen, wobei Rechterfeld als einzige Bauerschaft gleichzeitig Kirchdorf ist. Als Besonderheit im Rahmen dieser Gemeindegliederung sind das Dorf Halter nebst dem Weiler Meyerhöfen sowie das Dorf Varnhorn nebst dem Weiler Siedenbögen zu nennen, die administrativ als Doppelbauerschaft zu jeweils nur einem Bezirk zusammengefasst sind.

### Nachbargemeinden und -orte
Nachbarorte sind, beginnend von Norden im Uhrzeigersinn, die Gemeinde Großenkneten, die Stadt Wildeshausen, die Visbeker Bauerschaft Rechterfeld, die Gemeinde Goldenstedt, die Stadt Vechta, der Vechtaer Ortsteil Langförden, die Gemeinde Emstek sowie der Großenkneter Ortsteil Ahlhorn.
| Ahlhorn (9 km)    | Großenkneten (13 km) | Wildeshausen (11 km) |  |
| Emstek (11 km)    |                      | Rechterfeld (5 km)   |  |
| Langförden (7 km) | Vechta (13 km)       | Goldenstedt (10 km)  |  |

Die Entfernungsangaben beziehen sich auf die Entfernung in Luftlinie bis zum jeweiligen Ortszentrum.

## Geschichte

### Jungsteinzeit bis Mittelalter

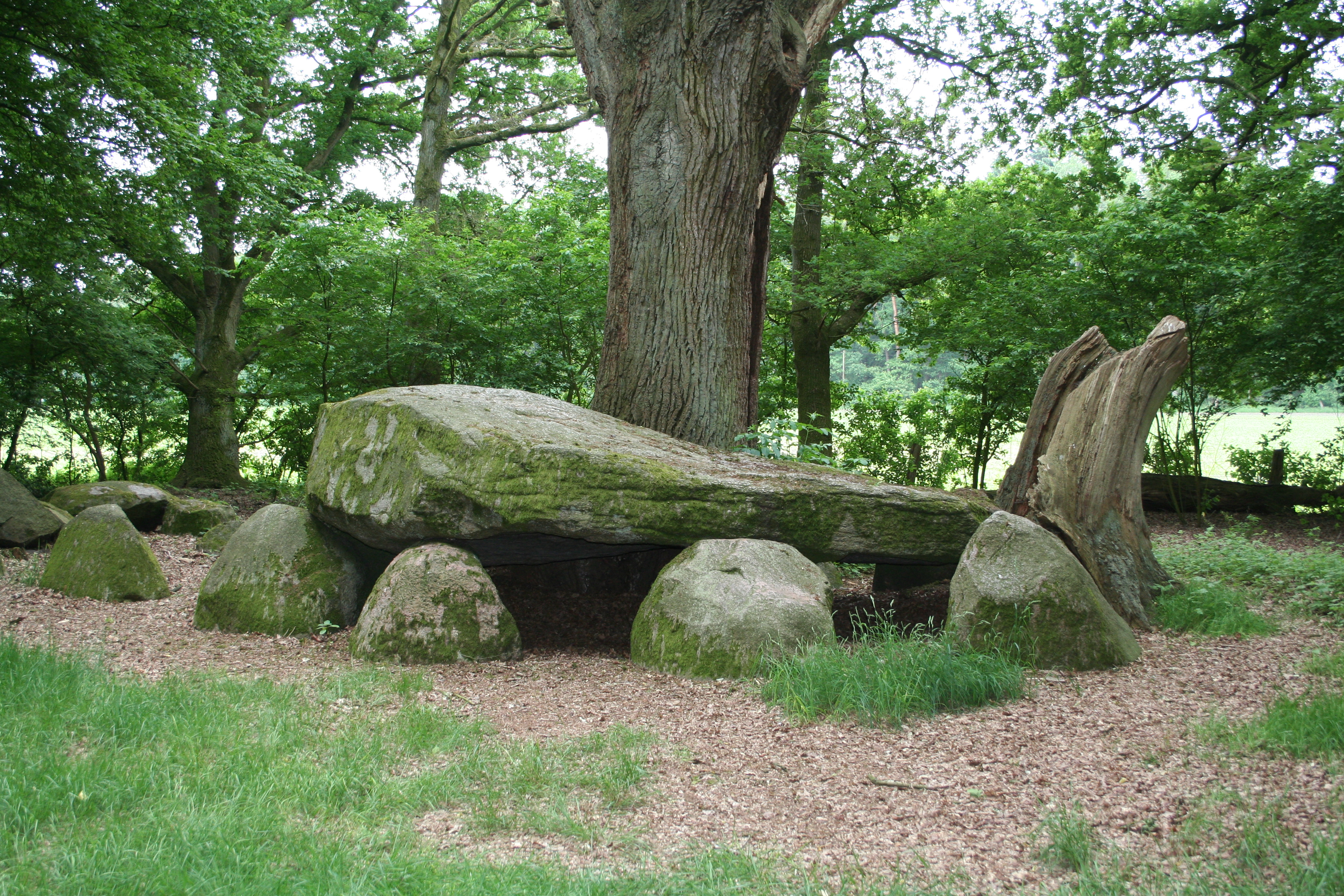
Der Heidenopfertisch in Engelmannsbäke (Endel)

Die Gegend war, belegt durch die zahlreich vorhandenen Großsteingräber der jungsteinzeitlichen Trichterbecherkultur (TBK) (3500–2800 v. Chr.), spätestens seit der Jungsteinzeit besiedelt. In der jüngsten Vergangenheit sind bei Erdarbeiten, die im Wesentlichen beim Sandabbau und bei der Erschließung von neuen Baugebieten erfolgten, archäologische Funde zutage getreten. Dies war zuletzt bei dem im Rahmen einer Rettungsgrabung in den Jahren 2011 und 2012 untersuchten spätsächsischen Gräberfeld von Visbek-Uhlenkamp der Fall, welches durch seine fast vollständige Erfassung und die bis ins frühe 9. Jahrhundert hineinreichende Belegungszeit hervorsticht. Es stammt aus der Zeit der Christianisierung, als Abt Gerbert Castus in Visbek eine Missionszelle gründete, die für ein halbes Jahrhundert zu einem regionalen Missionszentrum im Lerigau wurde.
Die Abtei Visbek wurde urkundlich erstmals im Jahre 855 erwähnt, als Ludwig der Deutsche das Klösterlein Fischboeki (cellula fischboeki) an Corvey verschenkte. Demgegenüber handelt es sich bei der auf den 1. September 819 datierten Verleihungsurkunde Kaiser Ludwigs des Frommen, die einen Ort fiscbechi erwähnt, um eine Komplettfälschung, in der der fiscbechi genannten Abtei des Castus und den ihm untergebenen Kirchen völlige Abgabenfreiheit gewährt wird. Während diese Urkunde lange nur als nachträglich verfälscht galt, wird sie seit 2012 als Totalfälschung aus dem späten 10. Jahrhundert angesehen. Die aus der gefälschten Urkunde abgeleiteten Überlegungen, Visbek könne seit spätestens 800 eine bistumsgleiche Missionszelle gewesen sein, ist damit nicht mehr belegbar.
Spätestens ab 855 unterstand die Benediktiner-Abtei Visbek mitsamt ihren Besitzungen im Missionsgebiet, zu denen auch die hörigen Bauern zählten, durch eine urkundliche Schenkung Ludwigs des Deutschen dem Kloster Corvey, wobei diese Urkunde nun nicht als Totalfälschung, sondern lediglich in Teilen (bzgl. der Abgaben, d. h. des Zehnten) als verfälscht angesehen wird. Ferner wurde geregelt, dass alle künftigen Erwerbungen, die von der Missionszelle Visbek ausgehen, an Corvey fallen. Die Corveyer Fälschungen mögen hier vor dem Hintergrund gesehen werden, sich durch rückdatierte Totalfälschungen und Verfälschung echter Urkunden weitergehende Rechte und Einnahmen zu verschaffen.
Ortsname Visbek: Die älteren Formen des Namens Visbek, nämlich Fischboeki (855), Visbichi, Visbacht, Visbechi (11. Jh.), Visbike (1120), Visbich (1147/1149), Visbeke (um 1150, ca. 1200) und Visbike (1195/1198) belegen die Bedeutung des Namens als Fischbach. Als Fischbach wird der Wasserlauf zwischen dem Pfarrberg und dem Friedhofs- und Fachkliniksgelände angesehen.

### Neuzeit
Mit dem Erwerb der ehemaligen Grafschaft Ravensberg-Vechta durch das Hochstift Münster im Jahre 1252 ging auch Visbek politisch in münsterschen Besitz über. Jedoch erlangte der Bischof von Münster erst 1666 auch die kirchliche Oberhoheit über das Niederstift Münster – d. h. den Bereich der Ämter Vechta, Cloppenburg und Meppen –, die bis dahin das Bistum Osnabrück innehatte.
Eher eine Randnotiz der Geschichte ist die Übernachtung Kaiser Napoleons I. in einem im Jahre 1811 erbauten Schafstall in der Bauerschaft Varnhorn. Der Kaiser soll auf einem seiner Feldzüge in der sogenannten Franzosenzeit (1811–1813) – während welcher Visbek dem französischen Hanseatischen Département de l’Ems-Supérieur (Departement der Oberen Ems) zugehörte – wegen eines Radschadens an seiner Kalesche dort genächtigt haben. Ob dem tatsächlich so war, ist jedoch nicht verbürgt.
Durch den Reichsdeputationshauptschluss vom 25. Februar 1803 gewann der protestantische Herzog von Oldenburg die staatliche Gewalt über die Ämter Cloppenburg und Vechta – also auch Visbek – umfassende Oldenburger Münsterland, dessen Bevölkerung jedoch bis heute überwiegend katholisch geblieben ist. Bis 1946 blieb das Oldenburger Münsterland Teil des Großherzogtums Oldenburg bzw. (seit 1919) des Freistaates Oldenburg. In dieser Zeit wurde es auch Münsterländische Geest genannt. Seit 1946 gehört das Oldenburger Münsterland zum Bundesland Niedersachsen. Geistliches Oberhaupt der Katholiken im Oldenburger Münsterland blieb auch nach dem vorgenannten Reichsdeputationshauptschluss von 1803 der Bischof von Münster. Seit den 1820er Jahren ist der Bischöflich Münstersche Offizial in Vechta sein ständiger Repräsentant für das gesamte Gebiet des Oldenburger Landes, das nach dem Recht der Katholischen Kirche bis heute gänzlich zum Bistum Münster gehört. Als weltweit staatskirchenrechtlich einzigartige Institution stellt das Bischöflich Münstersche Offizialat gleich einem Generalvikariat die ausführende Gewalt (potestas executiva) des Bischofs dar. Von 2001 bis 2016 bekleidete Weihbischof Heinrich Timmerevers (1980–1984 Vikar und 1989–2001 Pfarrer der Kath. St. Vitus-Pfarrgemeinde Visbek) das Amt des Offizials in Vechta.

## Religionen
Bis zum Ende des Zweiten Weltkrieges war Visbek ausschließlich katholisch geprägt und ist es überwiegend noch heute. Lediglich zur Zeit der Reformation war das heutige Oldenburger Münsterland ab 1543 unter Bischof Franz von Waldeck protestantischer Konfession. In jener Zeit wirkte in dieser Region der evangelische Reformator Hermann Bonnus. Im Zuge der Gegenreformation unter Bischof Ferdinand von Bayern wurde der Landstrich 1613 rekatholisiert. Mit dem Ende des Zweiten Weltkrieges kamen Flüchtlinge und Vertriebene aus den ehemaligen deutschen Ostgebieten in die Gemeinde Visbek. Viele dieser Heimatvertriebenen waren evangelisch. Im weiteren Verlauf, insbesondere bedingt durch die zu Zeiten des großen Wirtschaftswachstums nach dem Zweiten Weltkrieg stark angestiegene Nachfrage nach Arbeitskräften, die zur massiven Anwerbung von ausländischen Gastarbeitern führte, haben sich im Visbeker Gemeindegebiet seit den 1960er Jahren vermehrt auch Angehörige nichtchristlicher Glaubensbekenntnisse niedergelassen.

### Konfessionsstatistik
| Konfession                 | Anteil in der Bevölkerung |
| -------------------------- | ------------------------- |
| römisch-katholisch         | 67,43 %                   |
| evangelisch                | 13,11 %                   |
| sonstige                   | 19,46 %                   |
| (Stand: 31. Dezember 2019) |                           |

| Konfession                 | Anteil in der Bevölkerung |
| -------------------------- | ------------------------- |
| römisch-katholisch         | 62,59 %                   |
| evangelisch                | 12,78 %                   |
| sonstige                   | 24,63 %                   |
| (Stand: 31. Dezember 2024) |                           |

## Politik

### Gemeinderat
Der Rat der Gemeinde Visbek besteht aus 24 Ratsfrauen und Ratsherren. Dies ist die festgelegte Anzahl für eine Gemeinde mit einer Einwohnerzahl zwischen 9001 und 10.000 Einwohnern. Die 24 Ratsmitglieder werden durch eine Kommunalwahl für jeweils fünf Jahre gewählt. Die aktuelle Amtszeit begann am 1. November 2021 und endet am 31. Oktober 2026.
Stimmberechtigt im Gemeinderat ist außerdem der hauptamtliche Bürgermeister.
Die letzte Kommunalwahl am 12. September 2021 ergab das folgende Ergebnis:
- CDU: 17 Sitze (-1)
- SPD: 2 Sitze (±0)
- FDP: 3 Sitze (+1)
- GRÜNE: 2 Sitze (±0)

### Bürgermeister
Am 1. November 2011 wurde Gerd Meyer (CDU) zum zweiten hauptamtlichen Bürgermeister in der Gemeinde Visbek gewählt. Er wurde am 1. November 2019 im Amt bestätigt.

### Wappen
Beschreibung: In Gold ein blauer Schrägrechtswellenbalken mit einem silbernen Fisch nach der Figur gelegt.
Symbolik: Der blaue Schrägrechtsbalken symbolisiert einen Bach. Der Fisch und Bach zusammen ergeben den leicht veränderten Ortsnamen Visbek. Die erstmalige Genehmigung des Wappens erfolgte 1936 vom Oldenburger Innenminister, wobei man die Jahreszahl 855 als Hinweis auf den Beginn der Herrschaft der Reichsabtei Corvey über den Ort in den Schild aufnehmen wollte; 1951 wurde erneut die Genehmigung des Wappens mit den heutigen Farben durch den Minister des Inneren erteilt. Jene Farben beziehen sich auf das Oldenburger Wappen mit dem Nagelspitzkreuz. Die Flagge, zugewiesen 1969, trägt die Farben blau, gelb, blau und trägt zudem das Gemeindewappen.

### Logo
Nachdem die Gemeinde lange Zeit in der Öffentlichkeitsarbeit nur mit dem Wappen aufgetreten war, präsentiert sich Visbek seit Juni 2023 mit einem neuen Logo. Der Schriftzug Gemeinde Visbek nutzt das Blau und Gelb des bekannten Wappens mit einer Mischung aus schlichter und persönlicher Handschrift sowie der farblichen Hervorhebung des Wortes mein in Gemeinde. Die Kombination mit der Handschrift soll für einen persönlichen Eindruck sorgen, ebenso wie der hervorgehobene Teil Mein – Mein Visbek. Eingegliedert in das Logo ist eine Mini-Skyline Visbeks mit dem Rathaus im Zentrum, Abt Gerbert Castus und seinen Gefährten, die die Christianisierung symbolisieren, sowie dem Heidenopfertisch in Engelmannsbäke als Symbol für die Megalithkultur. Flankiert wird die Skyline von der evangelischen Emmauskirche und der katholischen Kirche St. Vitus – Elementen, die sich sofort mit Visbek assoziieren lassen.

### Städtepartnerschaft
Seit 1988 besteht eine Städtepartnerschaft zu den neun Gemeinden Cérans-Foulletourte, Château-l’Hermitage, La Fontaine-Saint-Martin, Mansigné, Oizé, Pontvallain, Requeil, Saint-Jean-de-la-Motte und Yvré-le-Pôlin des ehemaligen – 2015 aufgelösten – Kantons Pontvallain im Département Sarthe (Frankreich).

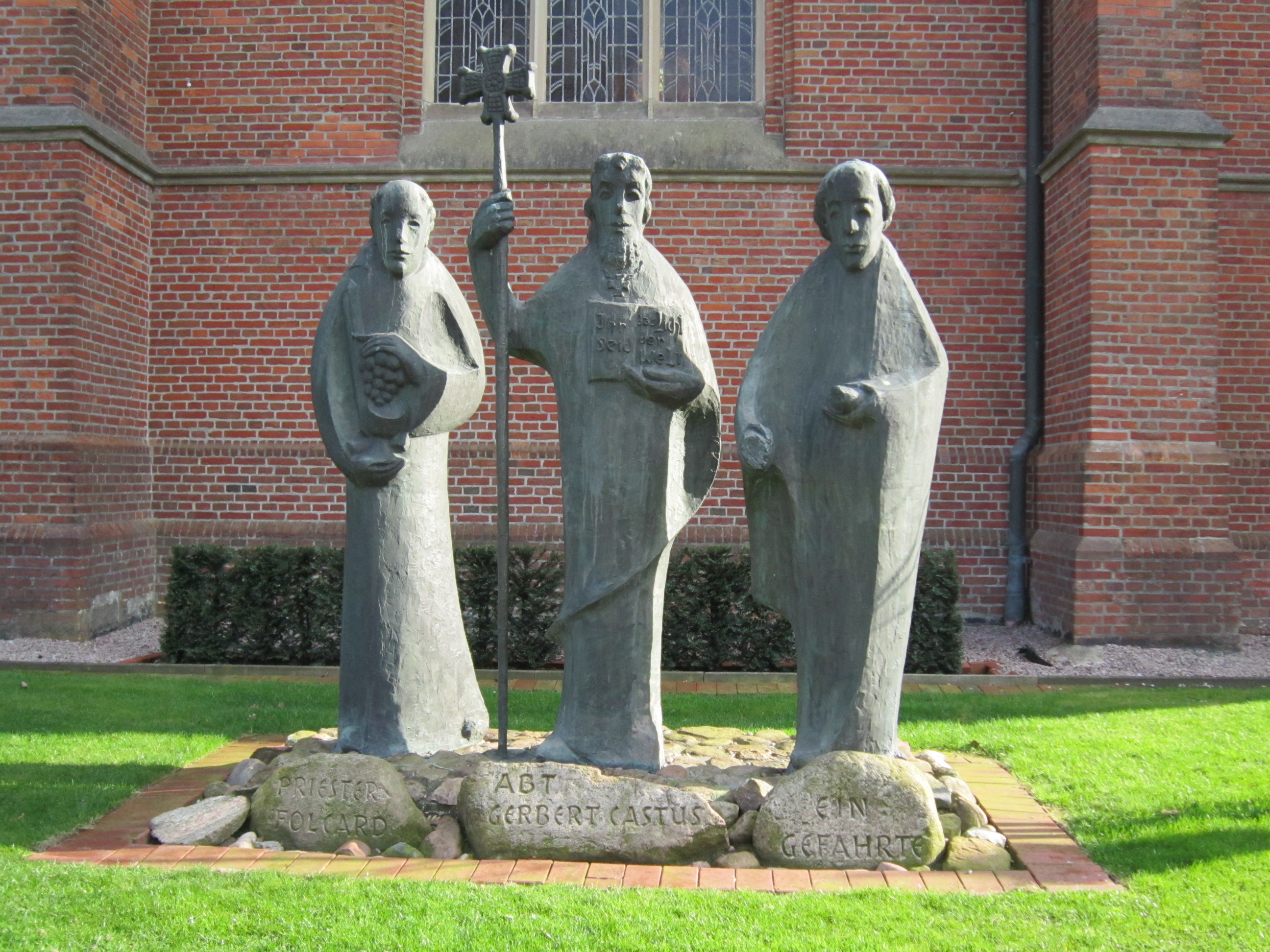
Abt-Gerbert-Castus-Denkmal bei der katholischen Pfarrkirche St. Vitus

## Kultur und Sehenswürdigkeiten
siehe auch: Liste der Baudenkmale in Visbek

### Bauwerke
Die römisch-katholische Pfarrkirche St. Vitus wurde von 1872 bis 1876 von den Architekten Hilger Hertel d. Ä. (Münster) und Franz Xaver Lütz (Osnabrück) als geostete dreischiffige neugotische Hallenkirche in rotem Backstein errichtet. Sie erhebt sich am höchsten Punkt des Ortes, in der Dorfmitte, und ist von weitem, selbst aus den Bauerschaften, zu sehen. Der mit fünf Glocken (cis, dis, e, fis und gis) bestückte Turm hat einschließlich des Turmkreuzes eine Höhe von 65 m, während die Außenlänge des Gebäudes ca. 53 m beträgt. Der Innenraum der heutigen Kirche hat eine Fläche von 30,50 × 22 m. Die Länge des Chores beträgt 13,30 m. Die Kirche bietet etwa 800 Gläubigen Platz. Sechs lebensgroße Skulpturen, von denen die der vier Kirchenväter vermutlich ursprünglich zum Hochaltar gehörten, schuf der Bildhauer Johann Heinrich König (1705–1784) aus Münster (Westfalen). Zwei weitere Skulpturen stellen Maria mit dem Kinde und Johannes den Täufer dar. Am Klosterplatz, auf der Nordseite der Kirche, steht eine Bronzeplastik des Osnabrücker Dombildhauers Willi Witte aus dem Jahre 1984. Sie stellt den Abt Gerbert Castus, den Priester Folcard (einen Mitstreiter des Bischofs Willehad) und einen Gefährten der beiden dar, den Grafen Emmig.
Die – gleichfalls römisch-katholische – Filialkirche St. Antonius erhebt sich in der Bauerschaft Rechterfeld. Die geostete neugotische, in Backstein ausgeführte Saalkirche, deren Wände von Strebepfeilern gestützt werden, erbaute 1901 Ludwig Becker. Sie besteht aus dem 30 Meter hohen Kirchturm im Westen, einem Langhaus aus vier Jochen und einem nur leicht eingezogenen quadratischen Chor mit dreiseitigem Abschluss. Auf dem achteckigen Obergeschoss des Turms, das die Turmuhr und den Glockenstuhl beherbergt, sitzt ein spitzes Zeltdach. Das Langhaus ist mit einem Satteldach bedeckt, das sich über dem Chor fortsetzt. Die Verglasung stammt teilweise aus dem Derix Glasstudio. Der Hochaltar ist aus der Erbauungszeit, darin befindet sich ein Relief über die Kreuzigung, das um 1520/30 entstanden ist. Eine Pietà stammt vom Anfang des 15. Jahrhunderts, der Kopf von Maria wurde überarbeitet. Die Statue von Johannes dem Täufer hat um 1740 Thomas Simon Jöllemann geschnitzt.
Die katholische Marienkapelle in Endel ist ein Fachwerkbau. Im Dreißigjährigen Krieg wurde sie schwer beschädigt, im Jahre 1694 jedoch wieder neu errichtet. Dadurch ist sie die älteste Beichtkapelle des Oldenburger Münsterlandes. Die Marienkapelle wurde 1965 in der heutigen Form restauriert, hat 50 Sitzplätze und eine Glocke aus Bronze.
Nördlich der Marienkapelle befindet sich Haus Marienstein, ein Zentrum der Schönstattbewegung mit angegliedertem Schönstattkapellchen.
Die evangelisch-lutherische Emmauskirche wurde 1997 neu nach den Plänen des Architekturbüros Grundmann + Hein aus Hamburg errichtet. Eine wesentliche Bedeutung für die Raumwirkung erhält die Lichtführung durch die Anordnung der Fenster. Die gerundete Altarraumrückwand wird durch ein Oberlicht besonders hervorgehoben. Das Kreuz steht davor im Licht, während die anderen Wände schattiger wirken. Die Altarraumwand ist in ganzer Höhe von den Seitenwänden des Kirchenschiffs durch farbig gestaltete Fenster abgesetzt. Die Kirchenfenster wurden nach Entwürfen von Frau Grundmann-Wienert, Hamburg gefertigt. Eine Kirchenwand zieren Gobelingarn-Wandteppiche der schwedischen Künstlerin Annelie Machschefes. Bis zum Zeitpunkt des Kirchenneubaus befand sich an gleicher Stelle als Notkirche eine Bartning’sche Diasporakapelle (Otto Bartning), die 1953 erbaut worden war und 1996 einen neuen Standort in Sudargas/Litauen gefunden hat. Bartning’sche Notkirchen gab es im Oldenburger Münsterland außer in Visbek auch bis 1982 in Steinfeld (Oldenburg) und gibt es sie (Stand 2022) immer noch in Bakum und in Garrel.
Die Lourdes-Grotte an der Astruper Straße in Visbek wurde im Jahre 1906 von einem Visbeker Bürger aus Dankbarkeit für die Genesung seiner schwerkranken Frau erbaut. Die Steine für die Grotte wurden aus Südfrankreich herbeigeschafft. Die holzgeschnitzte Muttergottes-Statue kommt aus Oberammergau. Die Visbeker Grotte gleicht der weltberühmten südfranzösischen Original-Grotte bei Lourdes in Form und Material.
Der Kreuzweg der katholischen Kirchengemeinde Visbek wurde 1856 im Norden des Ortszentrums von Visbek erbaut. Seit 1955 zeigt der Kreuzweg Stationsbilder aus gebranntem Ton, geschaffen von dem Bremer Bildhauer Kurt Lettow. Jeden Karfreitag gehen die Gläubigen den Kreuzweg singend und betend den Visbeker Bruchbach entlang bis zur XII. Station an der Ahlhorner Straße. Ein weiterer Kreuzweg, der aus Findlingen mit auf ihnen angebrachten Kupferreliefs besteht, läuft auf das Schönstattkapellchen in Endel zu.

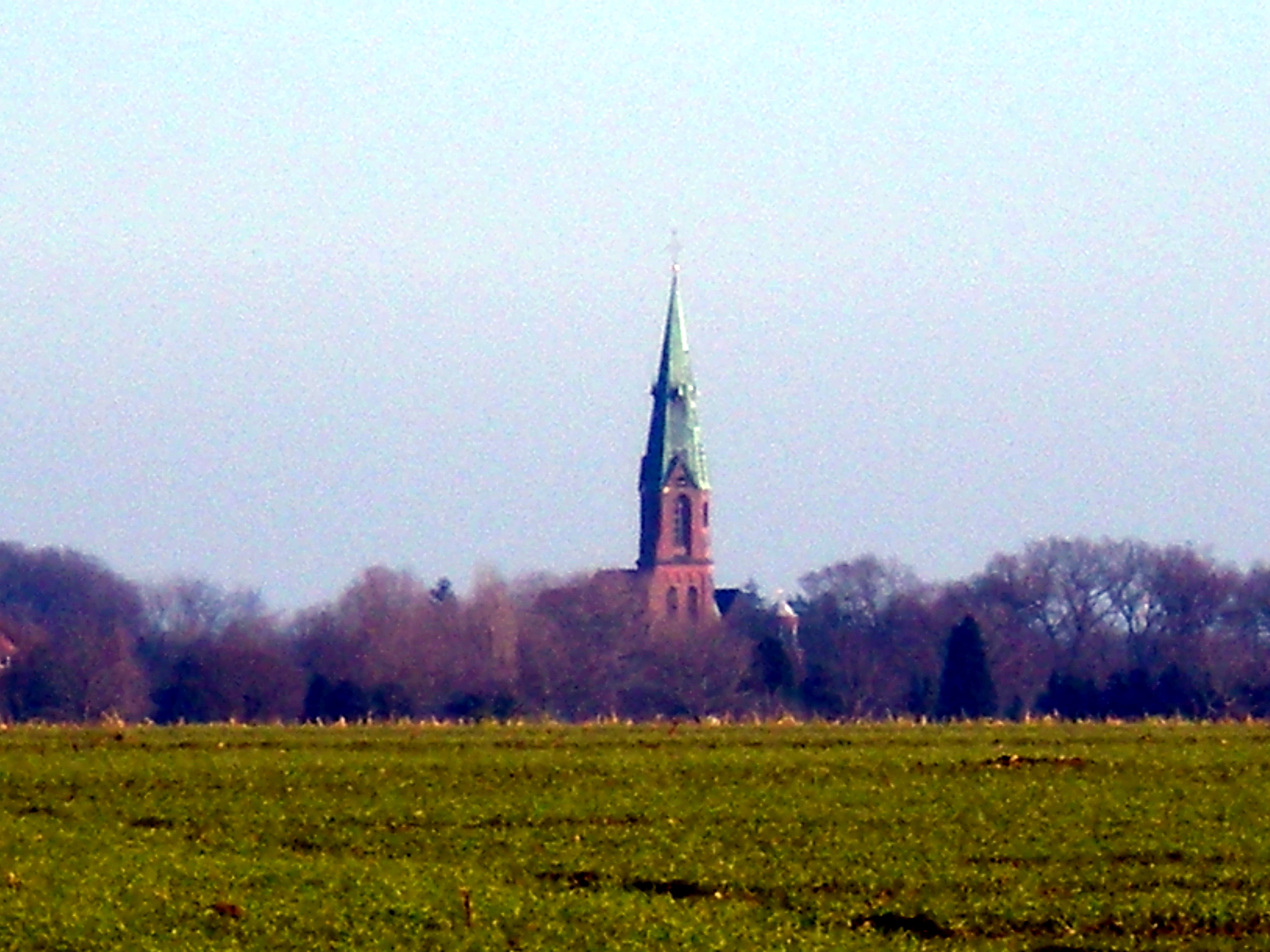
Die Visbeker St.-Vitus-Kirche – vom Erlter Esch aus gesehen
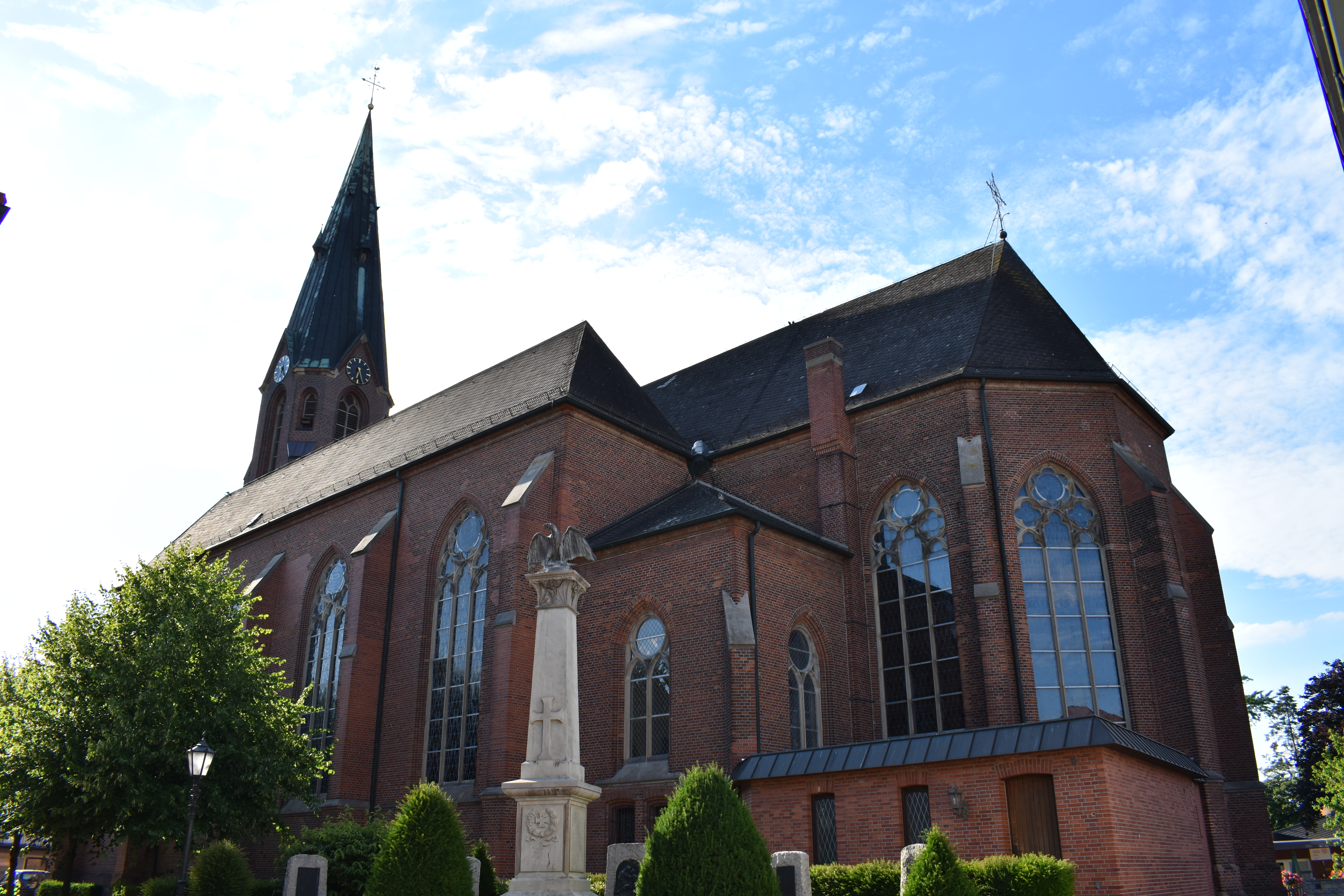
Die St.-Vitus-Kirche – Ansicht aus Südosten
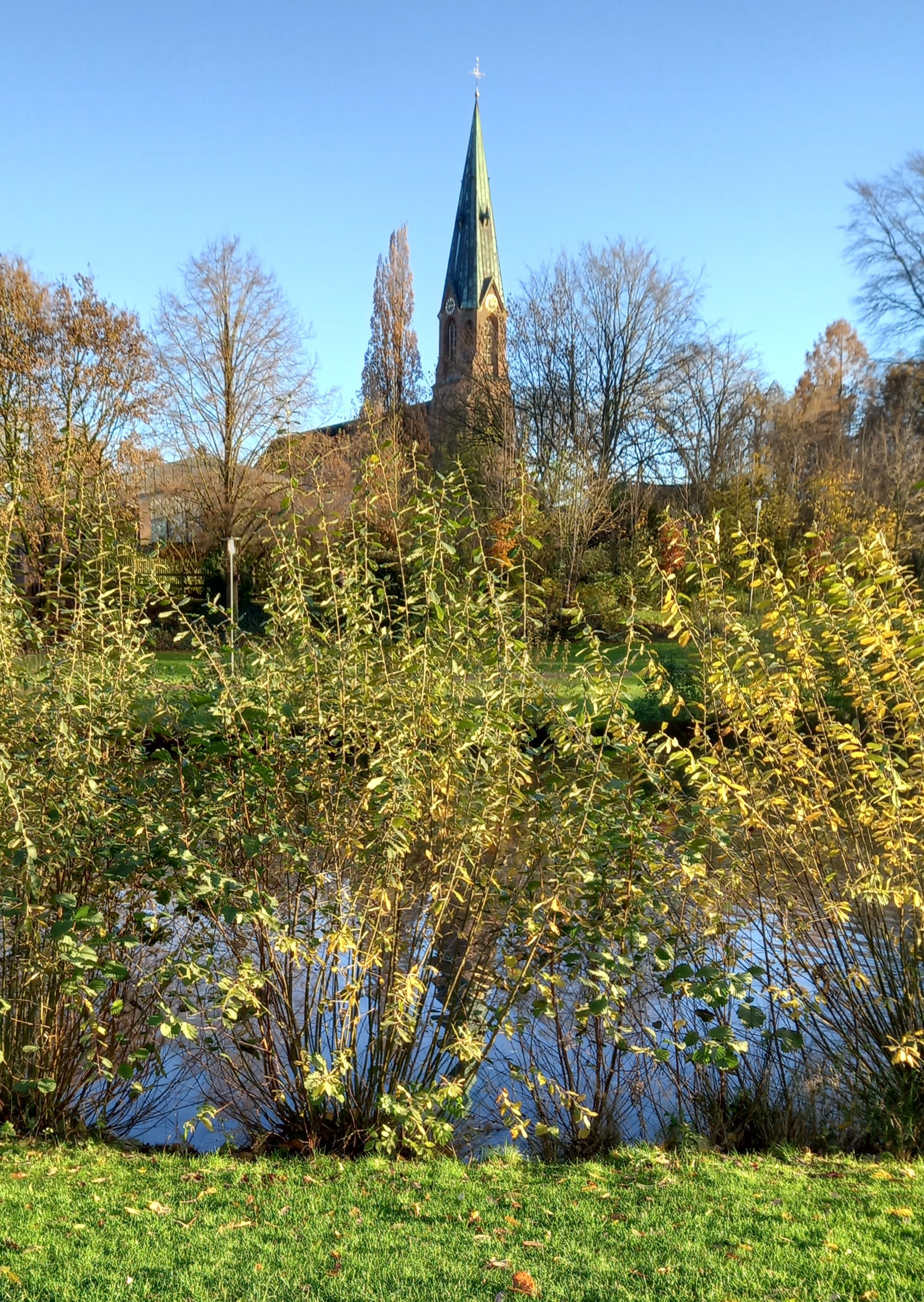
Visbeker Dorfpark Pastors Wisk unterhalb der St.-Vitus-Kirche
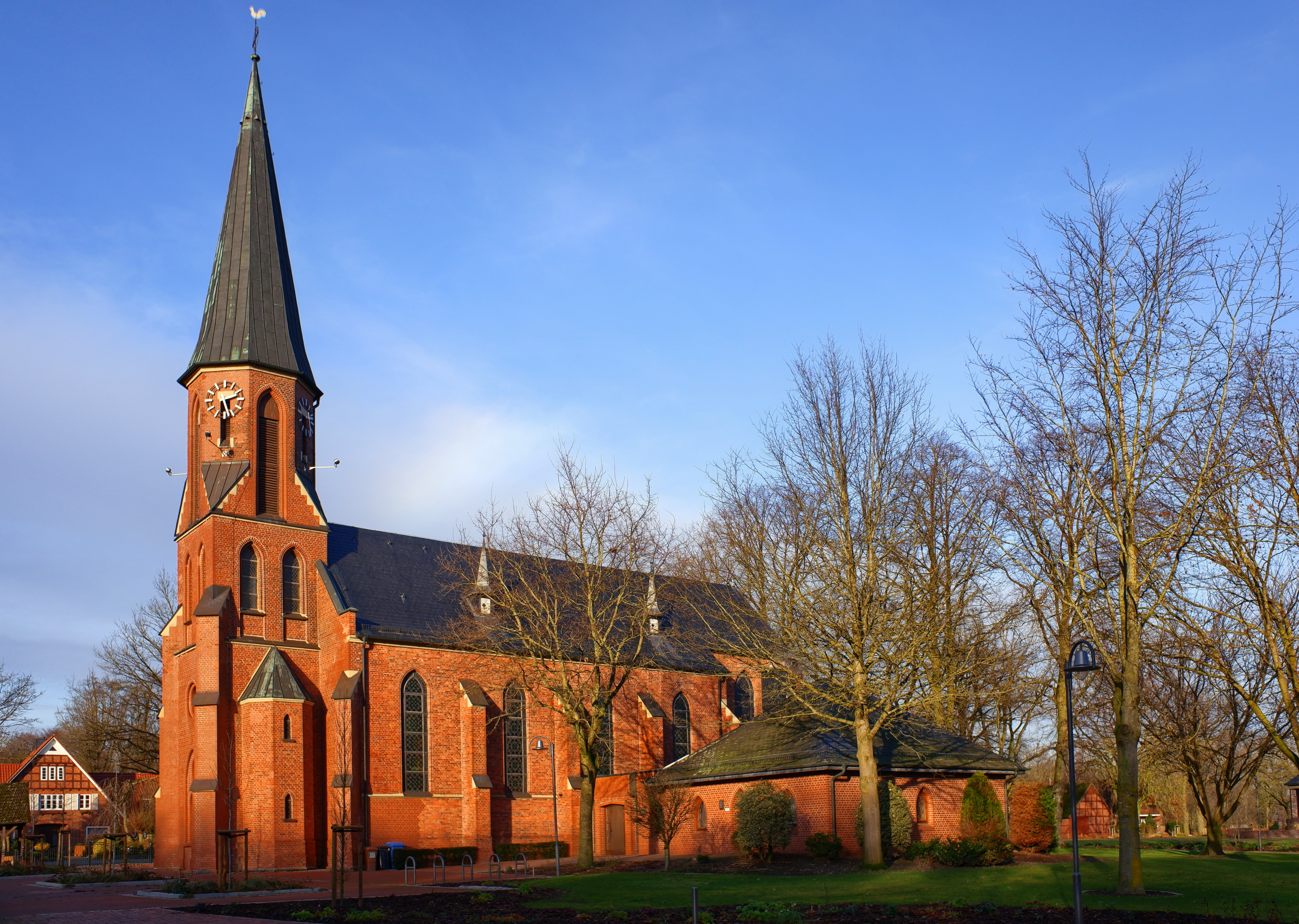
Die St.-Antonius-Kirche in Rechterfeld
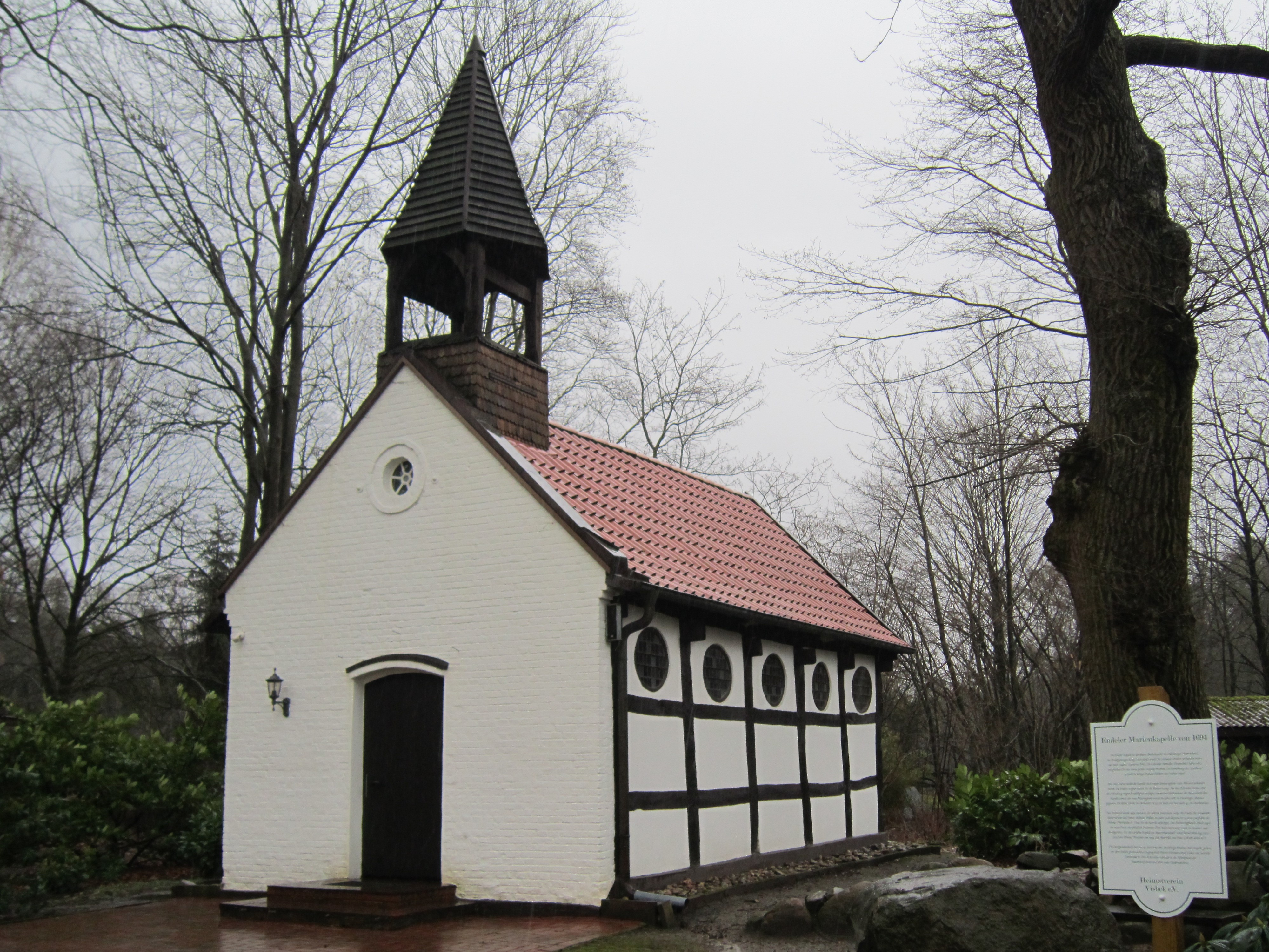
Die Marienkapelle in Endel
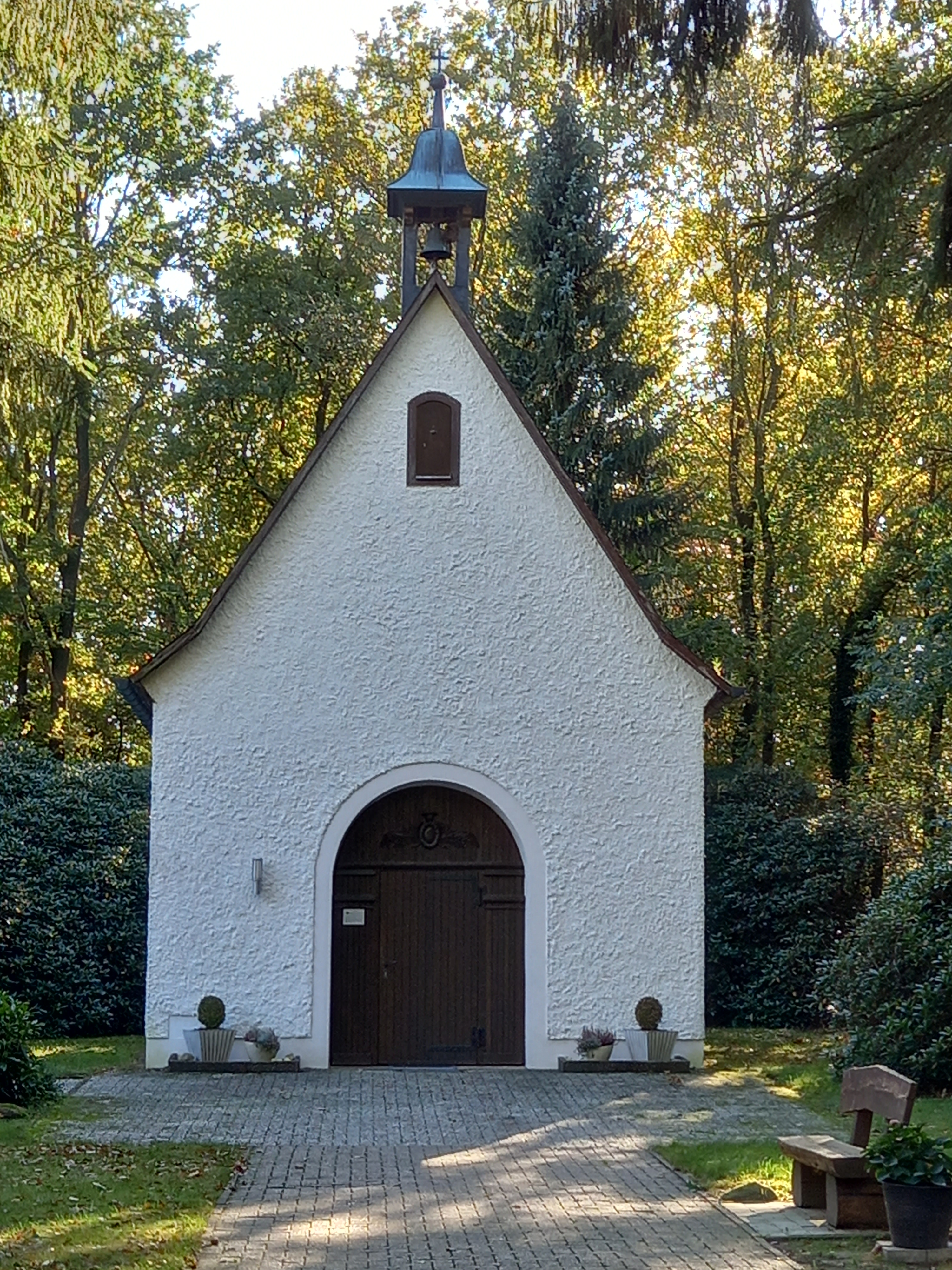
Schönstatt-Kapellchen beim Haus Marienstein in Endel
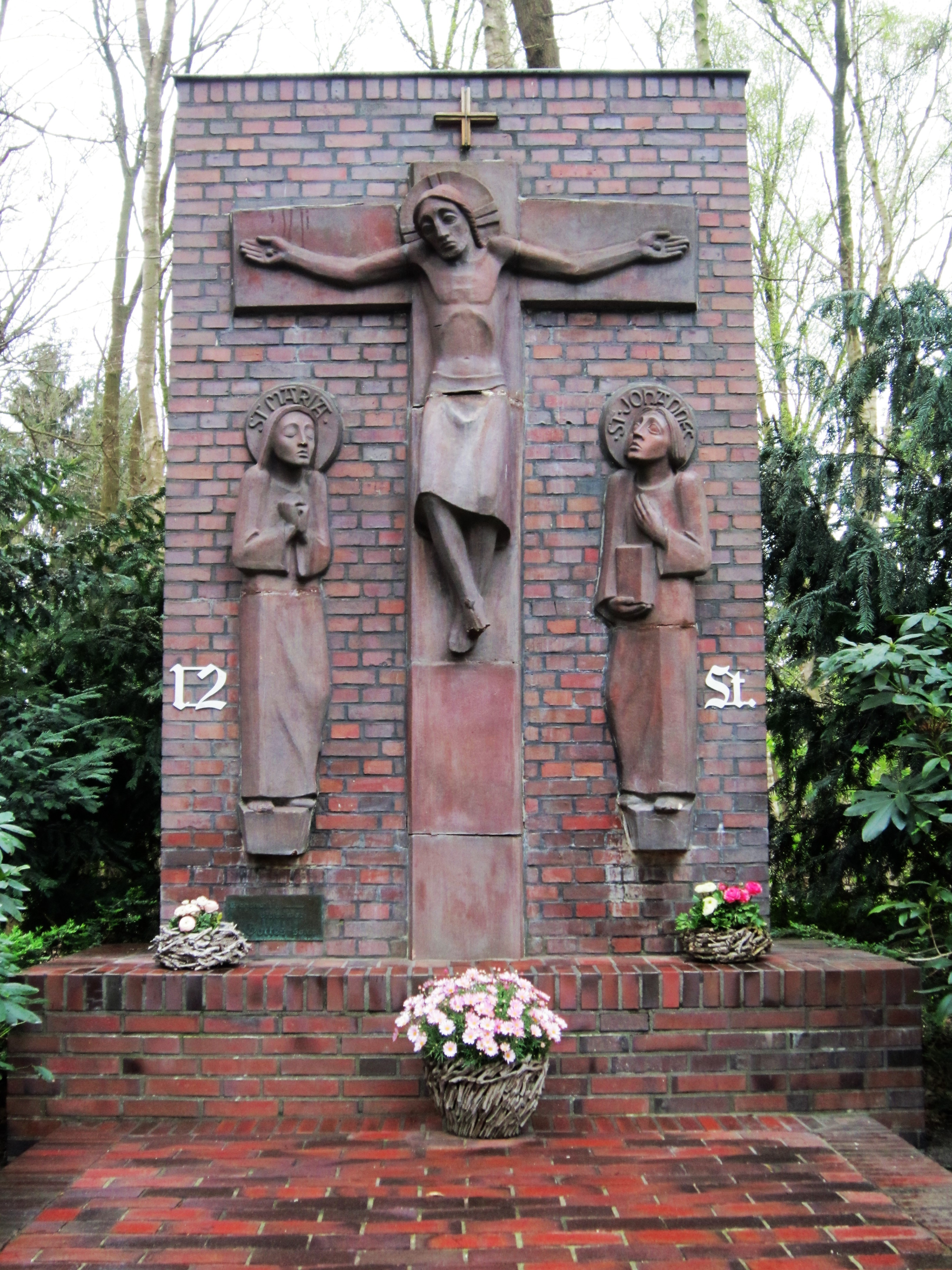
XII. Station des Visbeker Kreuzwegs
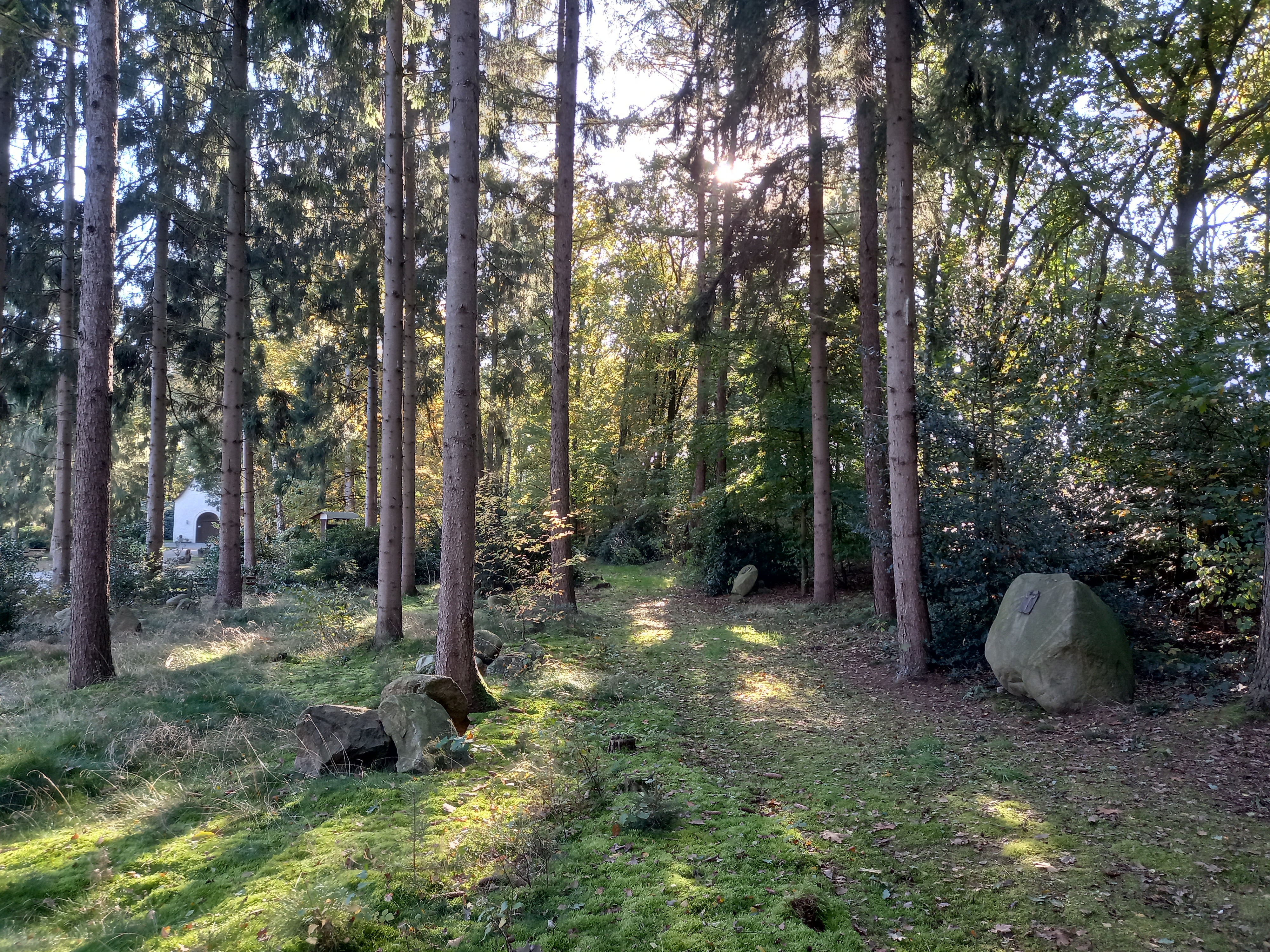
Kreuzweg beim Haus Marienstein in Endel

Die Wassermühlen Kokenmühle und Neumühle an der Aue in Endel sind seit 2008 Stationen der Niedersächsischen Mühlenstraße. Weitere Wassermühlen sind, am Oberlauf der Aue und gleichfalls in Endel, die Stüvenmühle (Getreidemühle und Schwarzbrotbäckerei seit 1501, keine Besichtigung), sowie ferner, beide am Lauf der Twillbäke in Varnhorn/Siedenbögen, die seit dem 10. Jahrhundert besiedelte Hubertusmühle mit Mühlenteich und – dem nach Brand 2007 neu errichteten – Mühlengebäude, und, in reizvoller Waldlage am Naturschutzgebiet, das 1474 erstmals urkundlich erwähnte, ehemals adelige Gut Bullmühle (Bullermühlen), von dem allein der Mühlenteich noch in ursprünglicher Form erhalten ist.

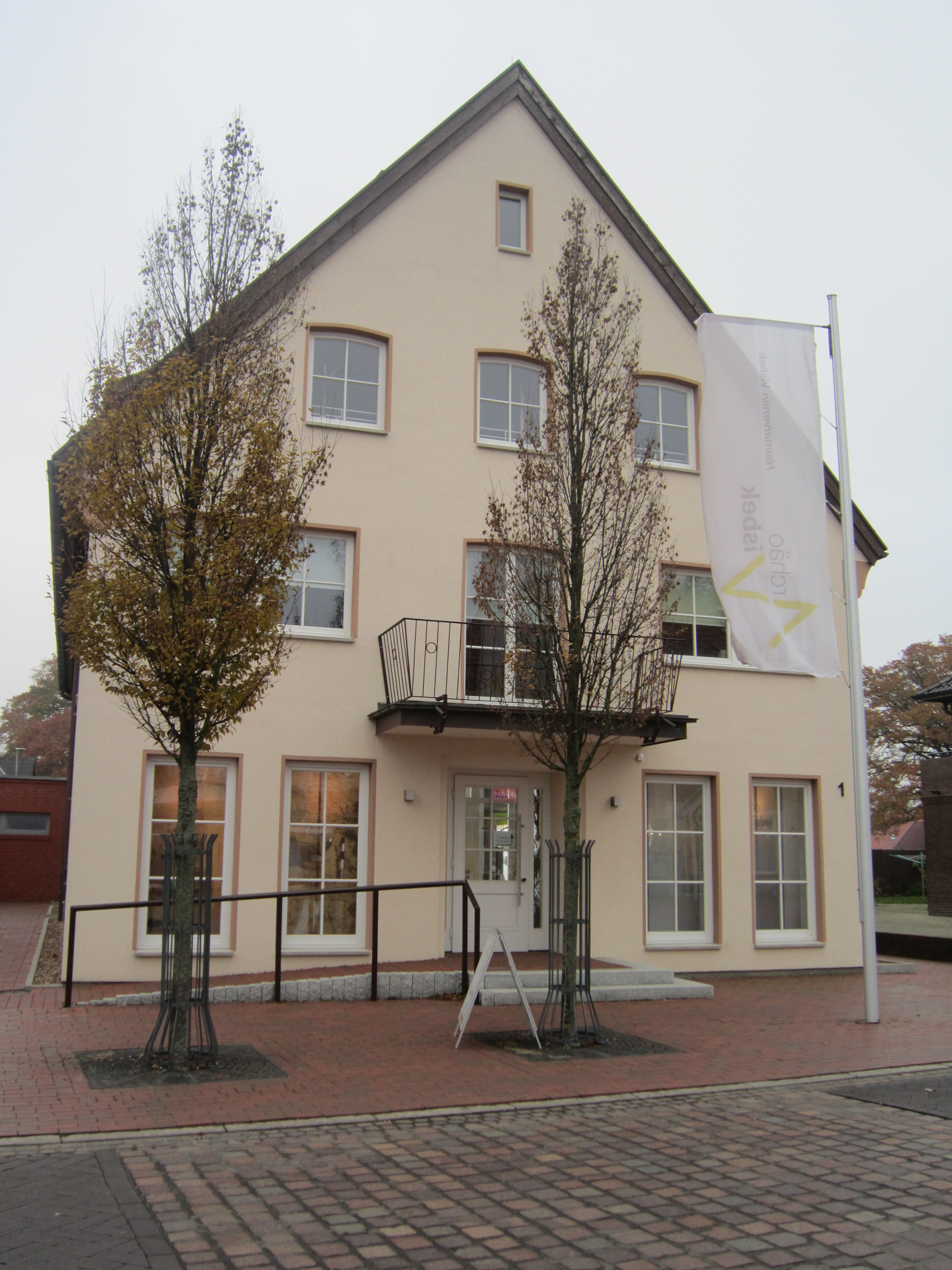
ArchäoVisbek

Am 4. Mai 2018 wurde im Haus des Heimatvereins Visbek die Dauerausstellung ArchäoVisbek eröffnet. Gefördert wurde das Projekt durch Mittel aus dem LEADER-Etat der Europäischen Union, die 2016 bereitgestellt wurden. Das ArchäoVisbek bietet Einblicke in die Archäologie und Geschichte des Ortes Visbek und präsentiert historische Zeugnisse und Fundstücke aus den großen Ausgrabungen der vergangenen Jahre in Visbek. Es soll ein generationenübergreifender und überregionaler Bildungs- und Lernort sein. Präsentiert werden archäologische und historische Exponate, z. B. zum Wandel der Grabkultur von den Megalithgräbern bis heute und zur Christianisierung in der Region. Auch die Themen Fachwerkbauweisen und technischer Fortschritt im Handwerk werden beleuchtet. Einer der Höhepunkte der Ausstellung ist ein Pferdegrab. Es ist in einer Vitrine in den Boden eingelassen und aus echten Pferdeknochen rekonstruiert, die bei archäologischen Grabungen im Uhlenkamp in Visbek gefunden wurden. Das ArchäoVisbek zeigt auch, wie Archäologen und Historiker zu ihrem Wissen gelangen.

### Naturschutzgebiet Bäken der Endeler und Holzhauser Heide
Westlich, nördlich und östlich des Ortskerns erstreckt sich längs der feuchten Niederungen der Aue, der Twillbäke und des Visbeker Bruchbachs das Naturschutzgebiet Bäken der Endeler und Holzhauser Heide mit seinen naturnahen Auwäldern.

### Tieflandbäche, Teiche und Wassermühlen

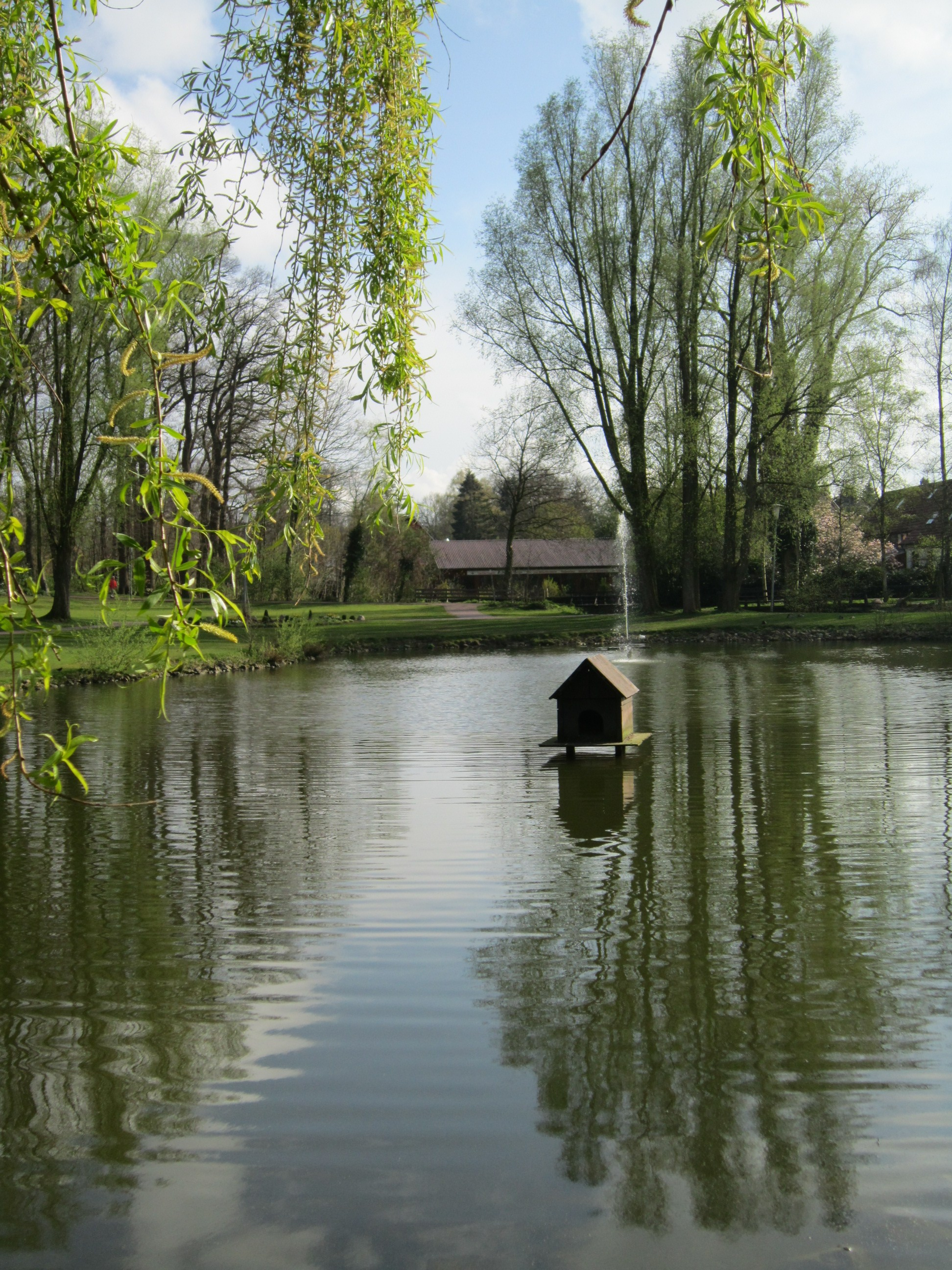
Teich im Park Pastors Wisk in Visbek
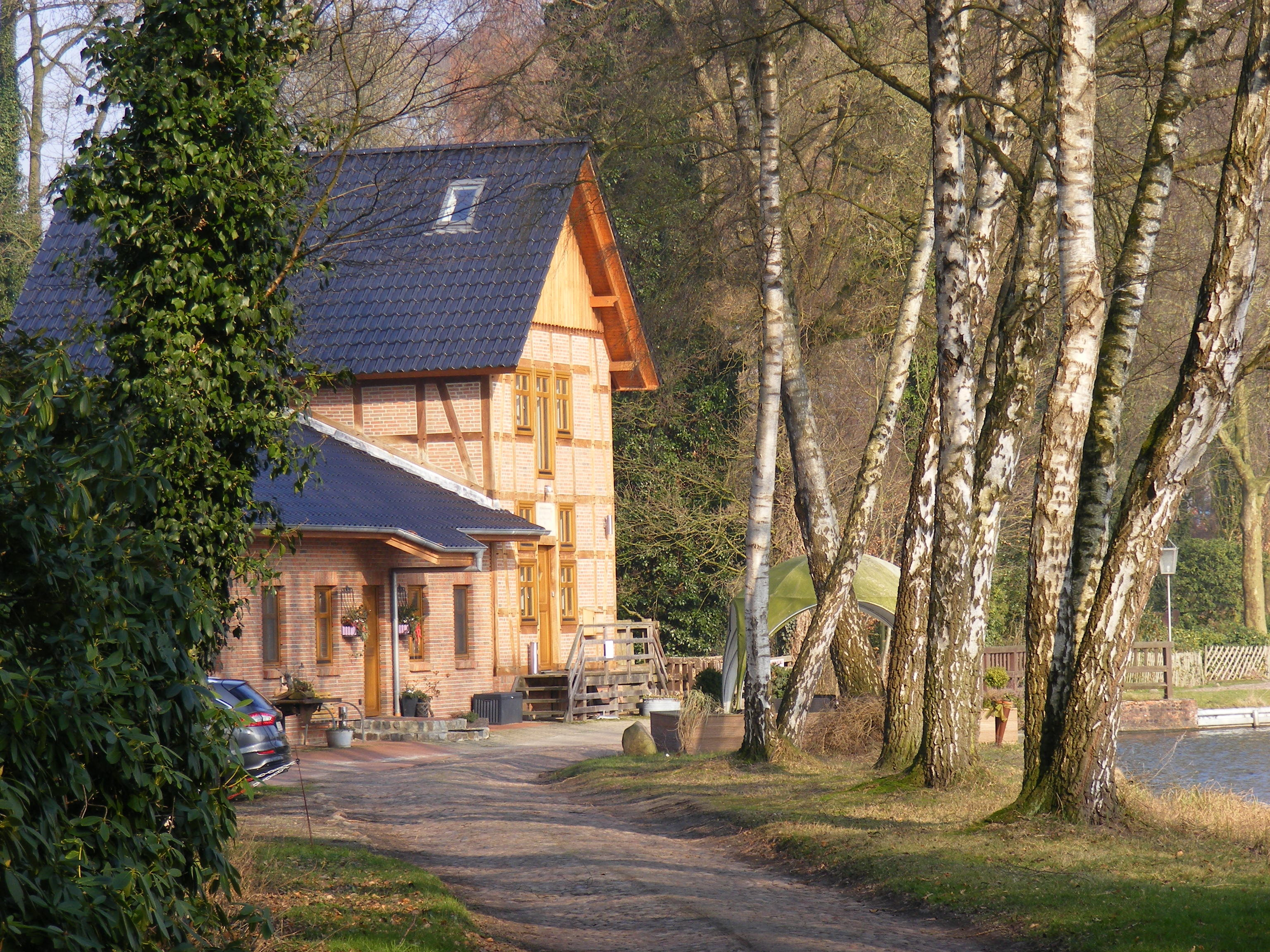
Die Hubertusmühle in Siedenbögen
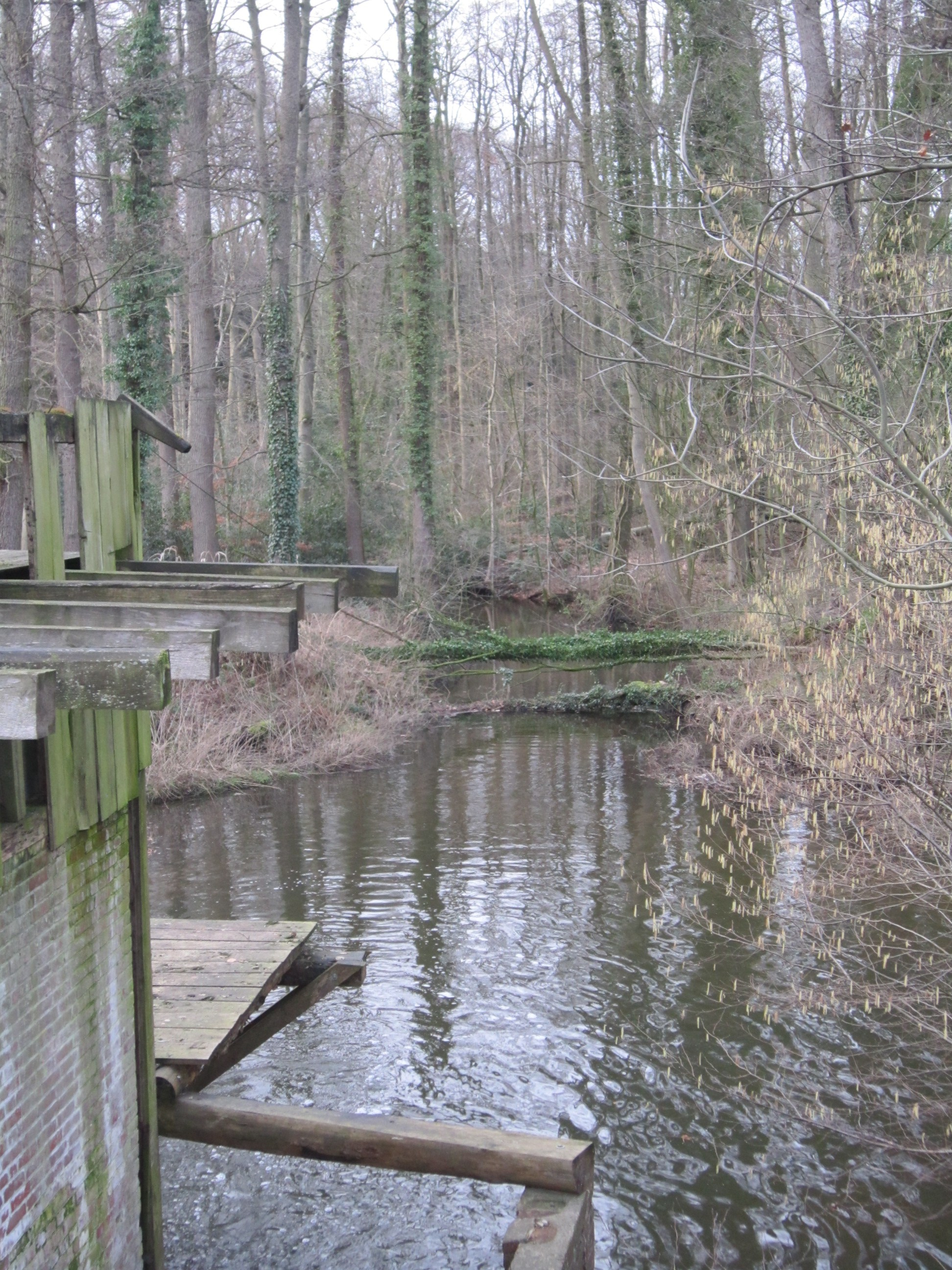
Die Twillbäke unterhalb der Hubertusmühle
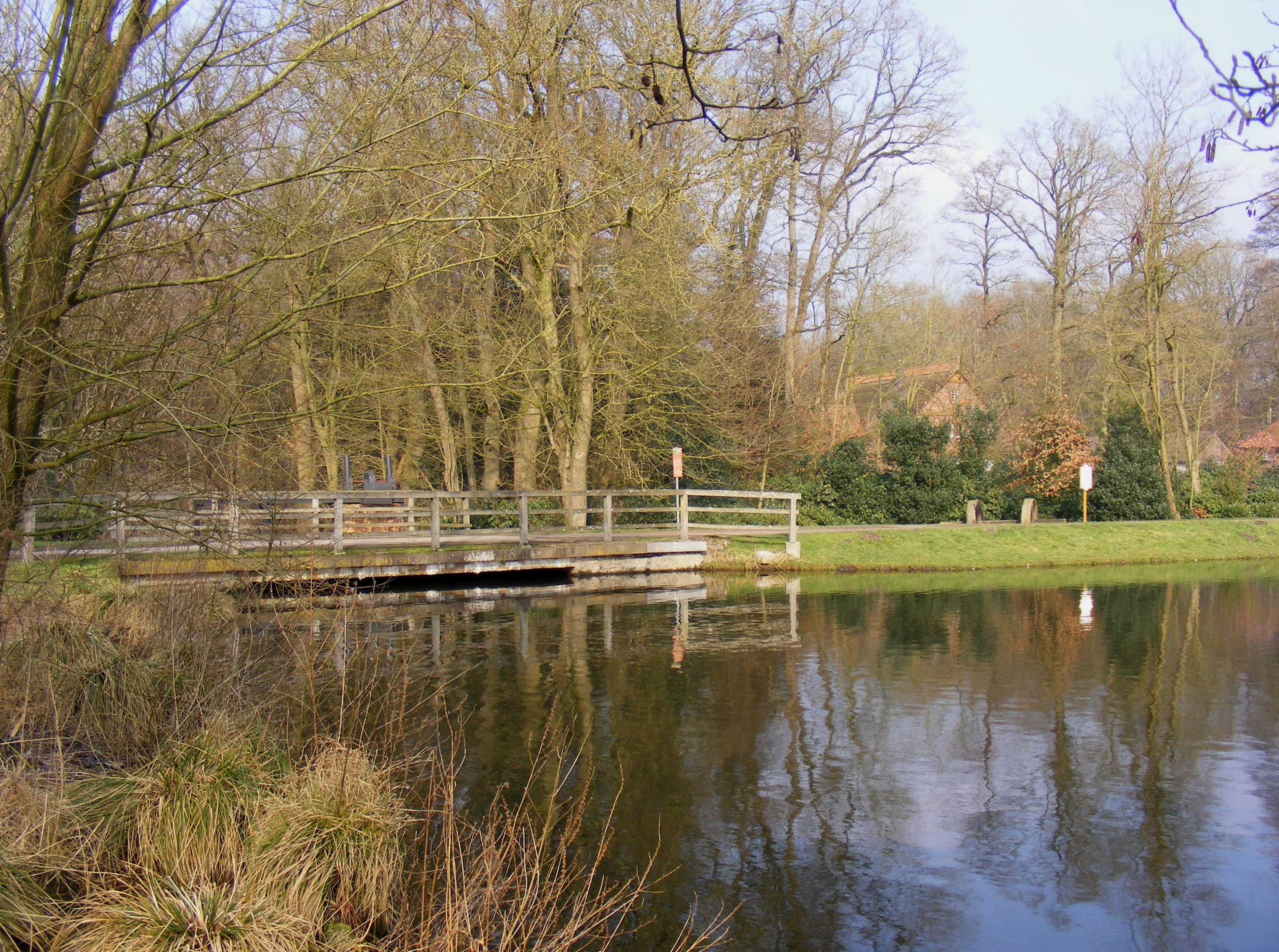
Brücke am Stauwehr der Bullmühle
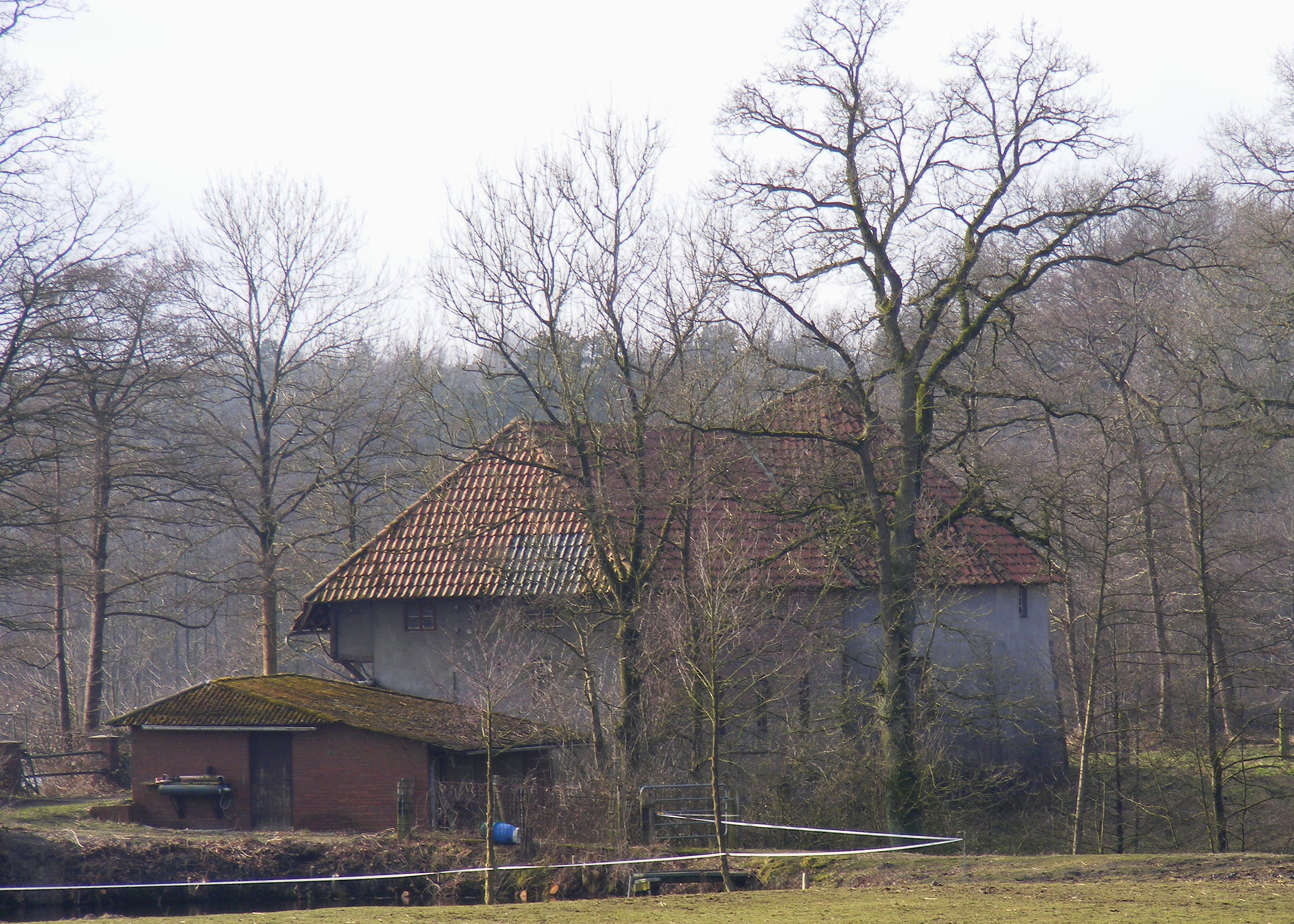
Die Stüvenmühle an der Aue in Endel
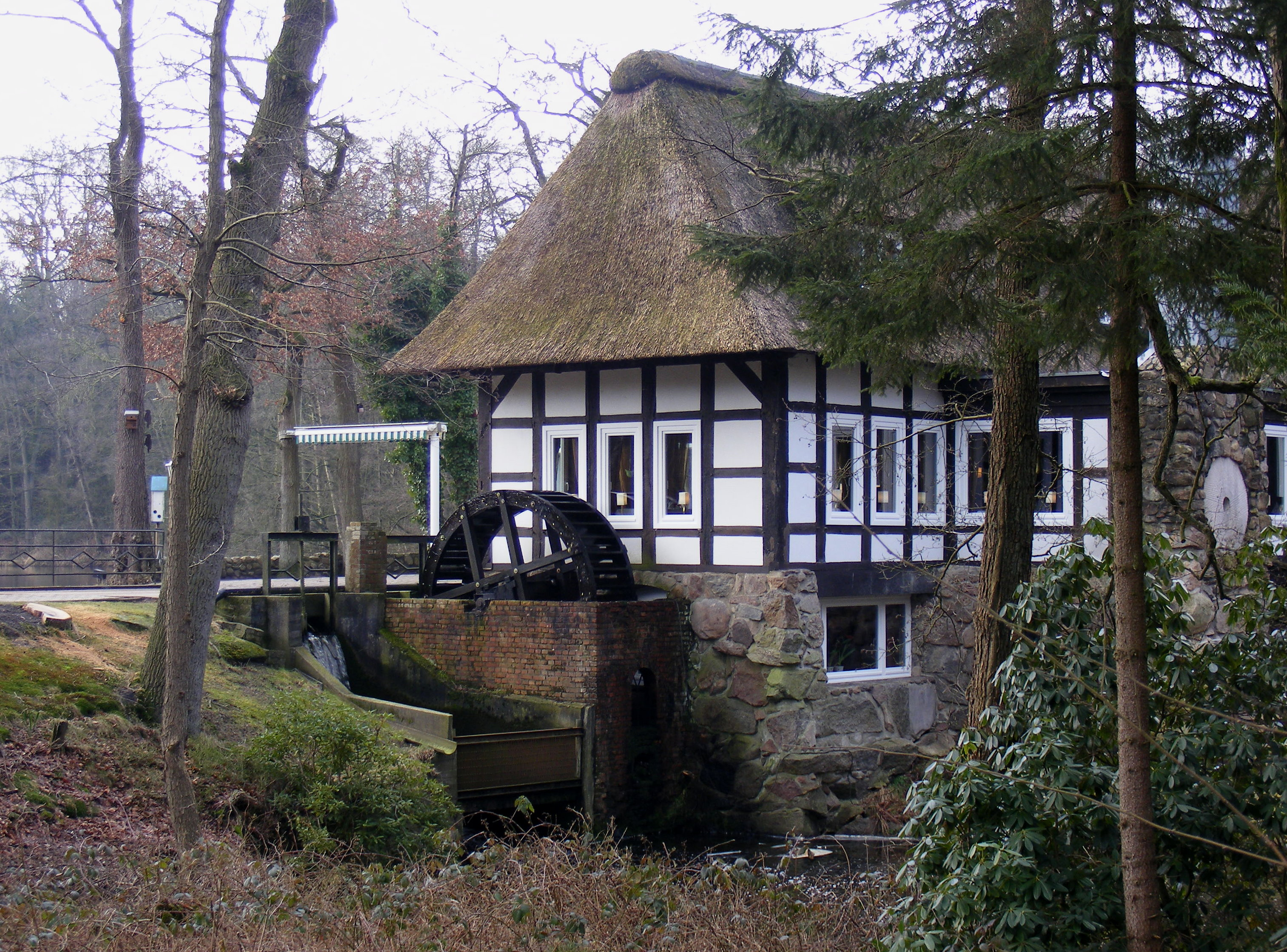
Die Neumühle an der Aue in Endel
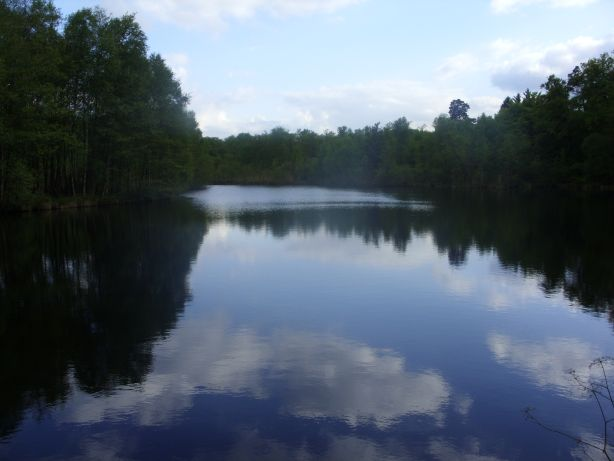
Teich bei der Neumühle
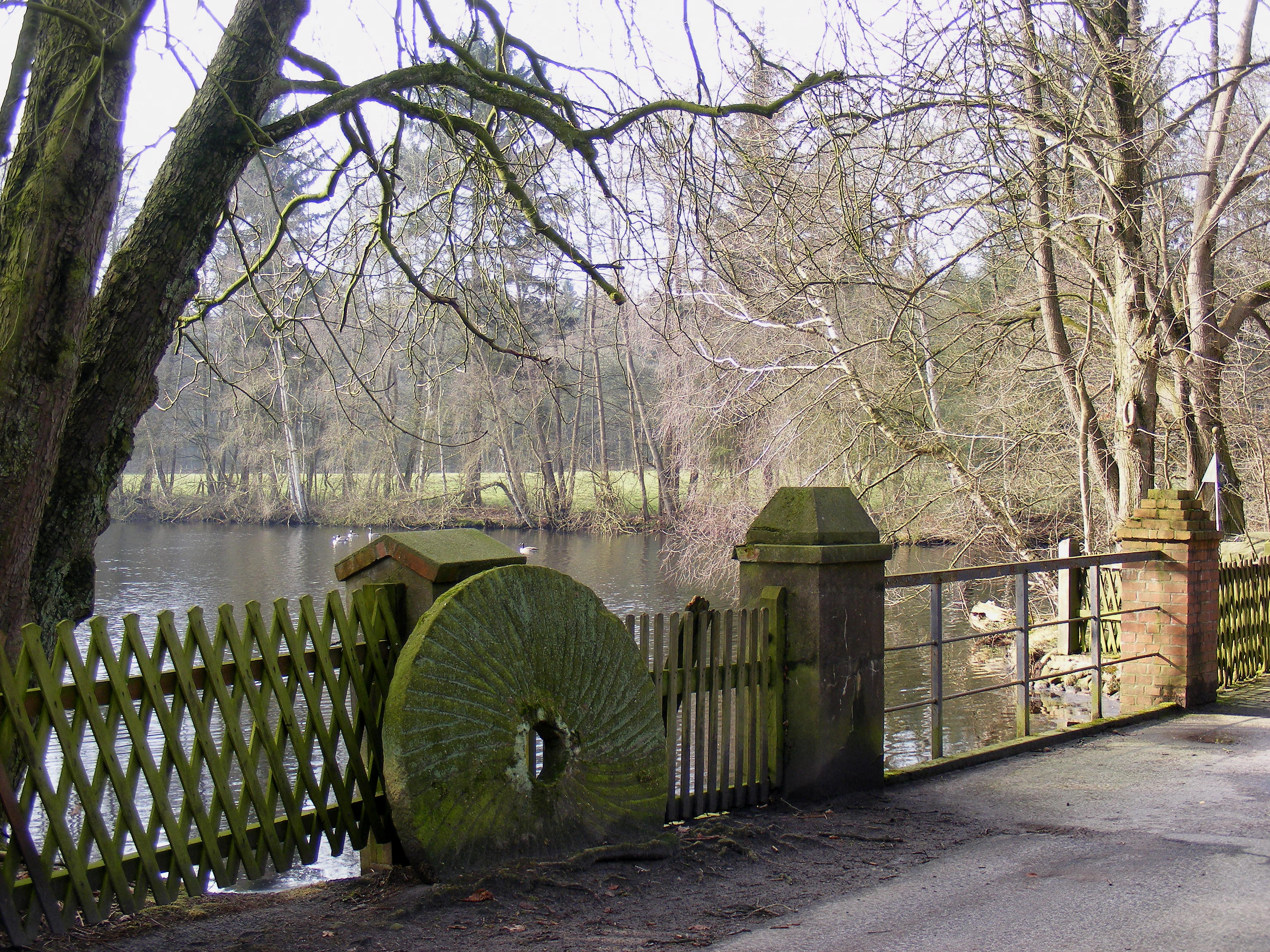
Brücke am Stauwehr bei der Kokenmühle
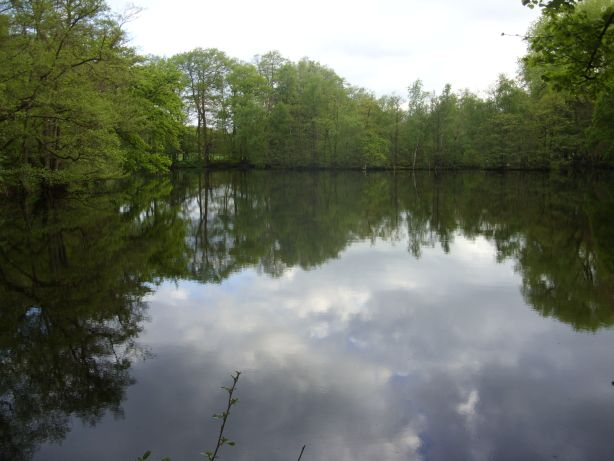
Teich bei der Kokenmühle
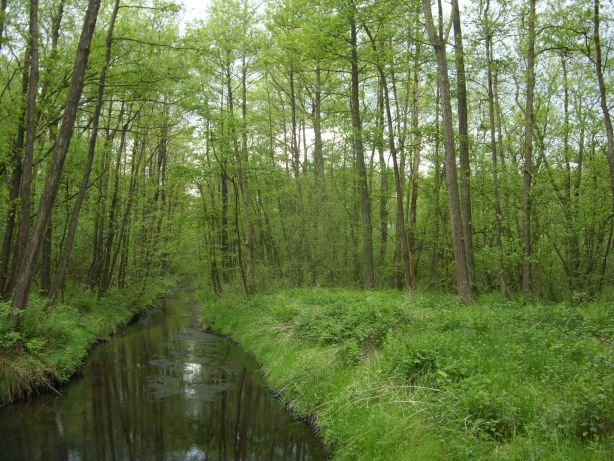
Die Aue im Naturschutzgebiet

### Großsteingräber aus der Jungsteinzeit
Auf dem Gebiet der Gemeinde Visbek finden sich die auf die jungsteinzeitliche Trichterbecherkultur (TBK) (3500–2800 v. Chr.) zurückgehenden Großsteingräber Heidenopfertisch in Engelmannsbäke und die Großsteingräber bei Stüvenmühle (beide Bauerschaft Endel) sowie die Großsteingräber Mühlensteine und Schmeersteine in der Bauerschaft Varnhorn. Die Großsteingräber Visbeker Braut und Bräutigam liegen jenseits der hier die Kreisgrenze darstellenden Aue im Landkreis Oldenburg, wobei die Anlage Visbeker Bräutigam sich in nur etwa zweihundert Metern Entfernung vom Heidenopfertisch befindet. Zahlreiche weitere Megalithanlagen gibt es unweit Visbeks auf dem weiteren Gebiet der Wildeshauser Geest. Alle sind von der Straße der Megalithkultur – einem Kulturweg des Europarats – aus erreichbar.

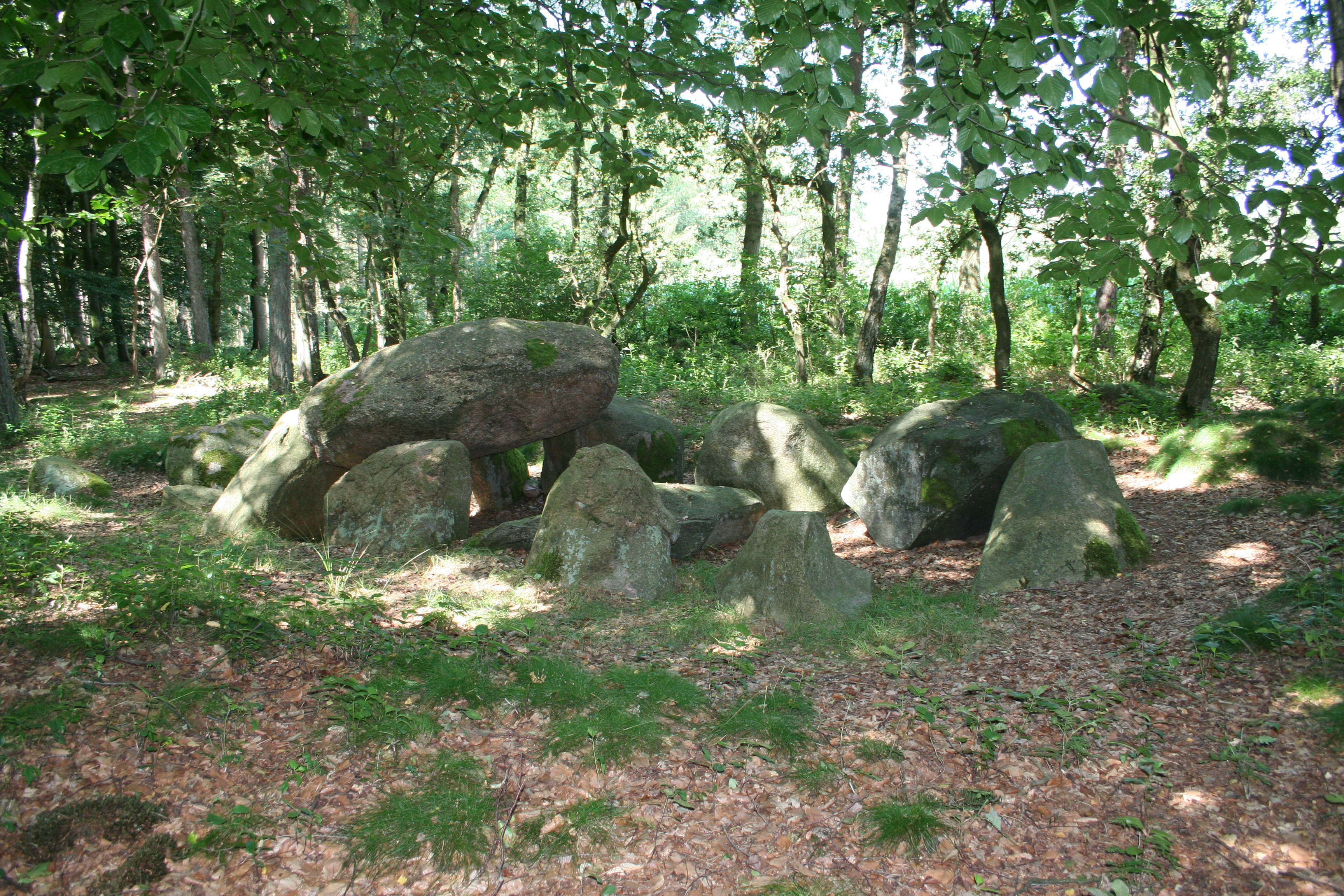
Die Mühlensteine in Varnhorn
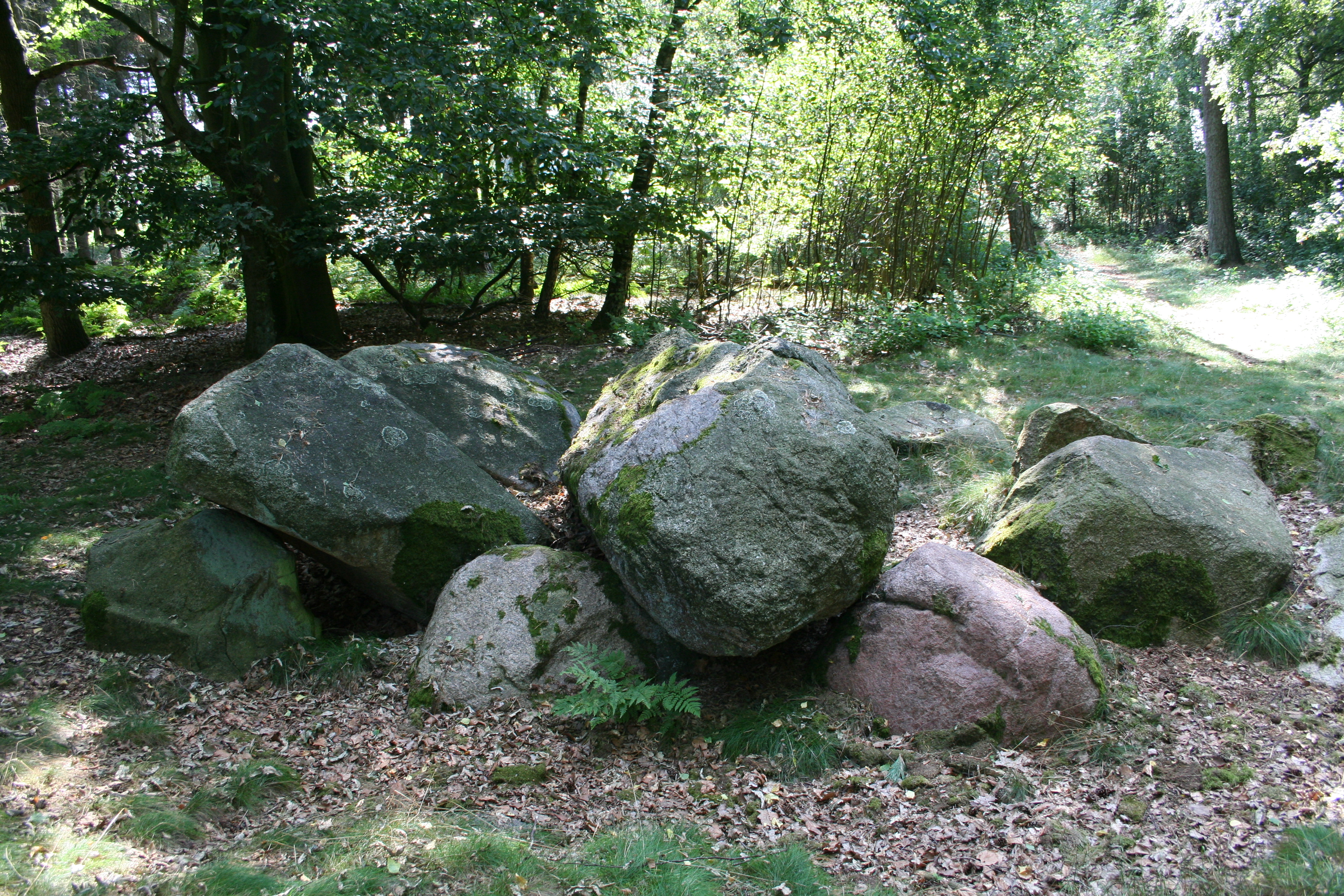
Die Schmeersteine in Varnhorn

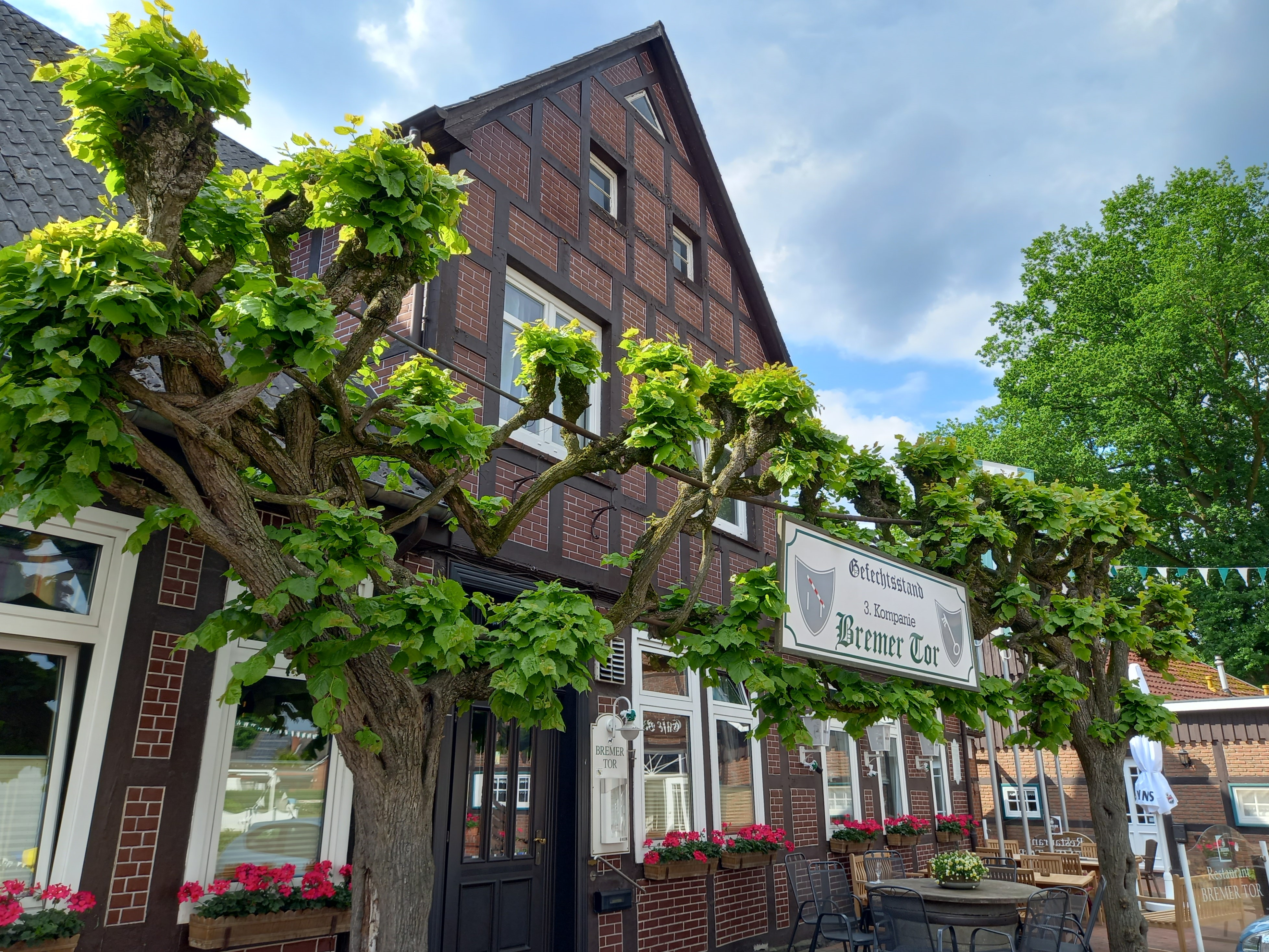
„Gefechtsstand“ des Schützenvereins St. Hubertus

### Sport, Freizeit, Vereine

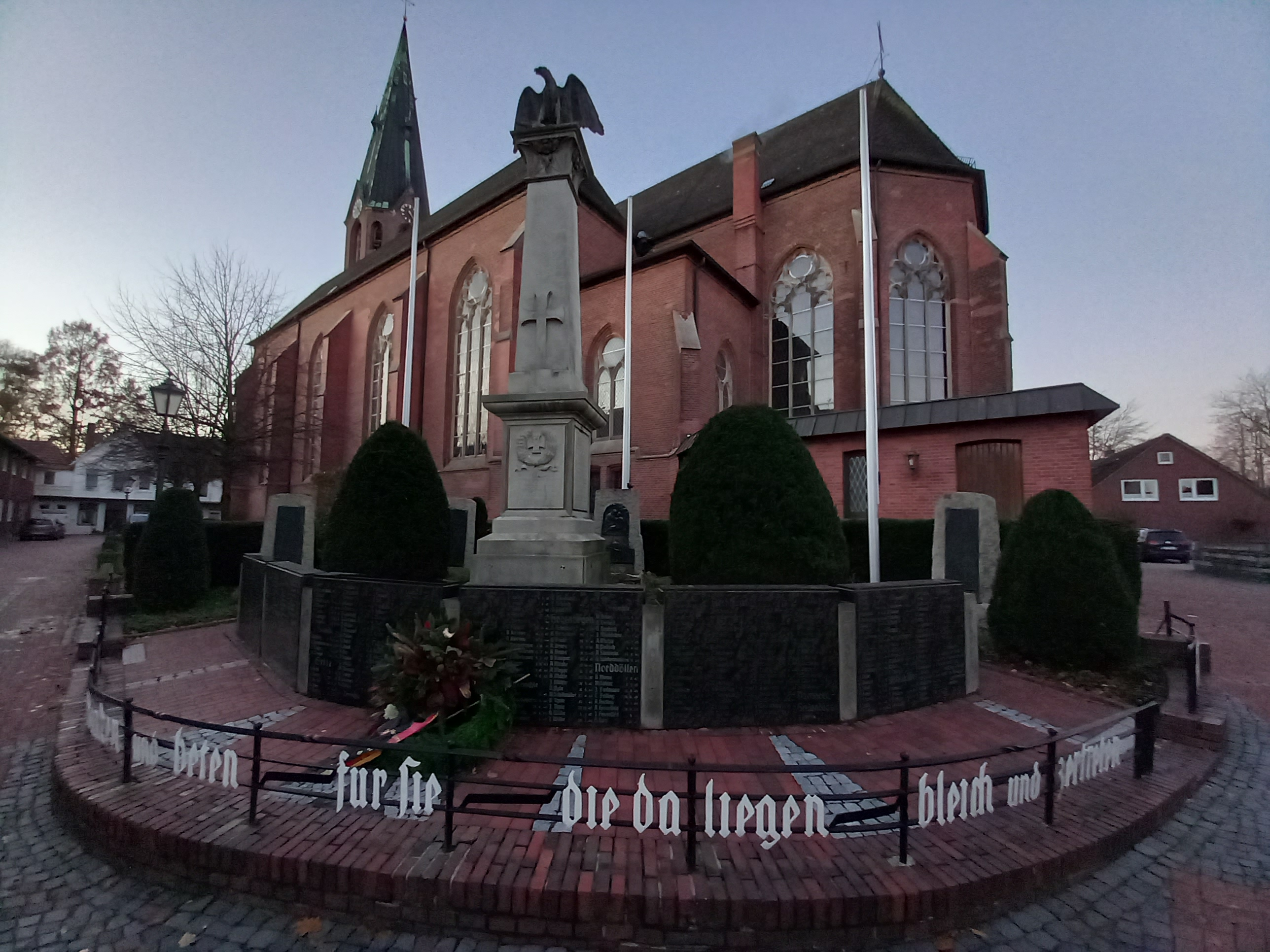
Ehrung von Kriegstoten am Volkstrauertag bei der Kirche St. Vitus

Über 20 Sport- und Freizeitvereine bieten in Visbek ein umfangreiches Freizeit- und Sportangebot. Den Reitsport pflegen zwei Vereine, es gibt mehrere Reithallen und einen Ponyhof. Dem Schießsport geht man im Schützenverein St. Hubertus Visbek und in verschiedenen Schützenbruderschaften in den Bauerschaften nach. Drei Sporthallen, eine Schwimmhalle sowie mehrere Sportplätze, Tennisplätze und -hallen runden das Angebot ab. Darüber hinaus sind in Visbek zahlreiche weitere Vereine tätig, u. a. in den Bereichen Feuerwehr, Gesang, Heimat sowie kirchliche Vereine.

### Regelmäßige Veranstaltungen
- Jedes Jahr zu Pfingsten richtet der Schützenverein Visbek das traditionelle Schützenfest Pfingsten bei den Tannen aus.[45]
- Am letzten Samstag im Mai findet jährlich das Visbek Rockt Open Air Festival mit lokalen und überregionalen Bands statt.[46]
- Der Musikverein Visbek veranstaltet alljährlich an Heiligabend ein Turmblasen vom Turm des Rathauses.[47]

## Wirtschaft und Infrastruktur

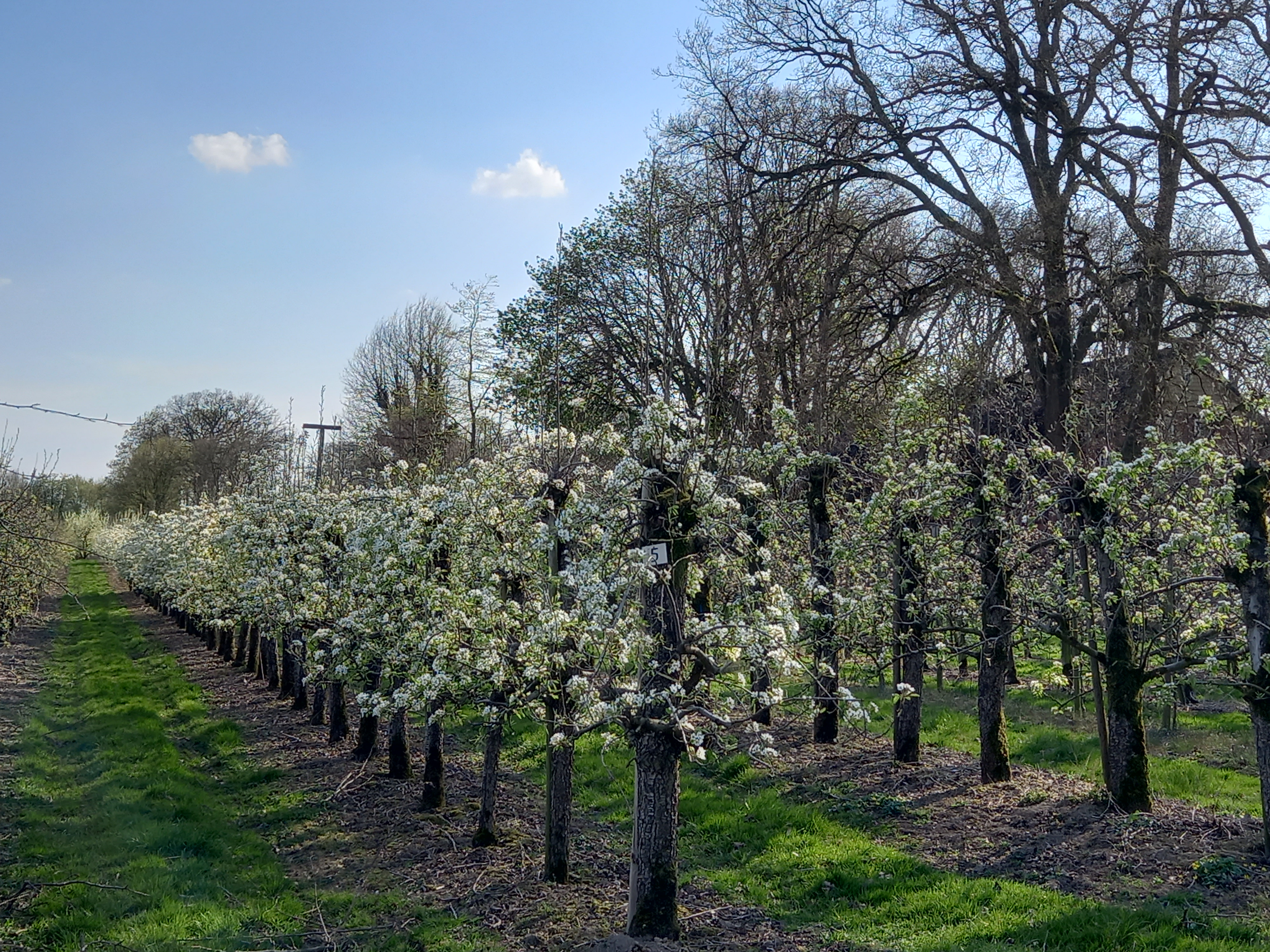
Blühende Obstbäume in Hagstedt

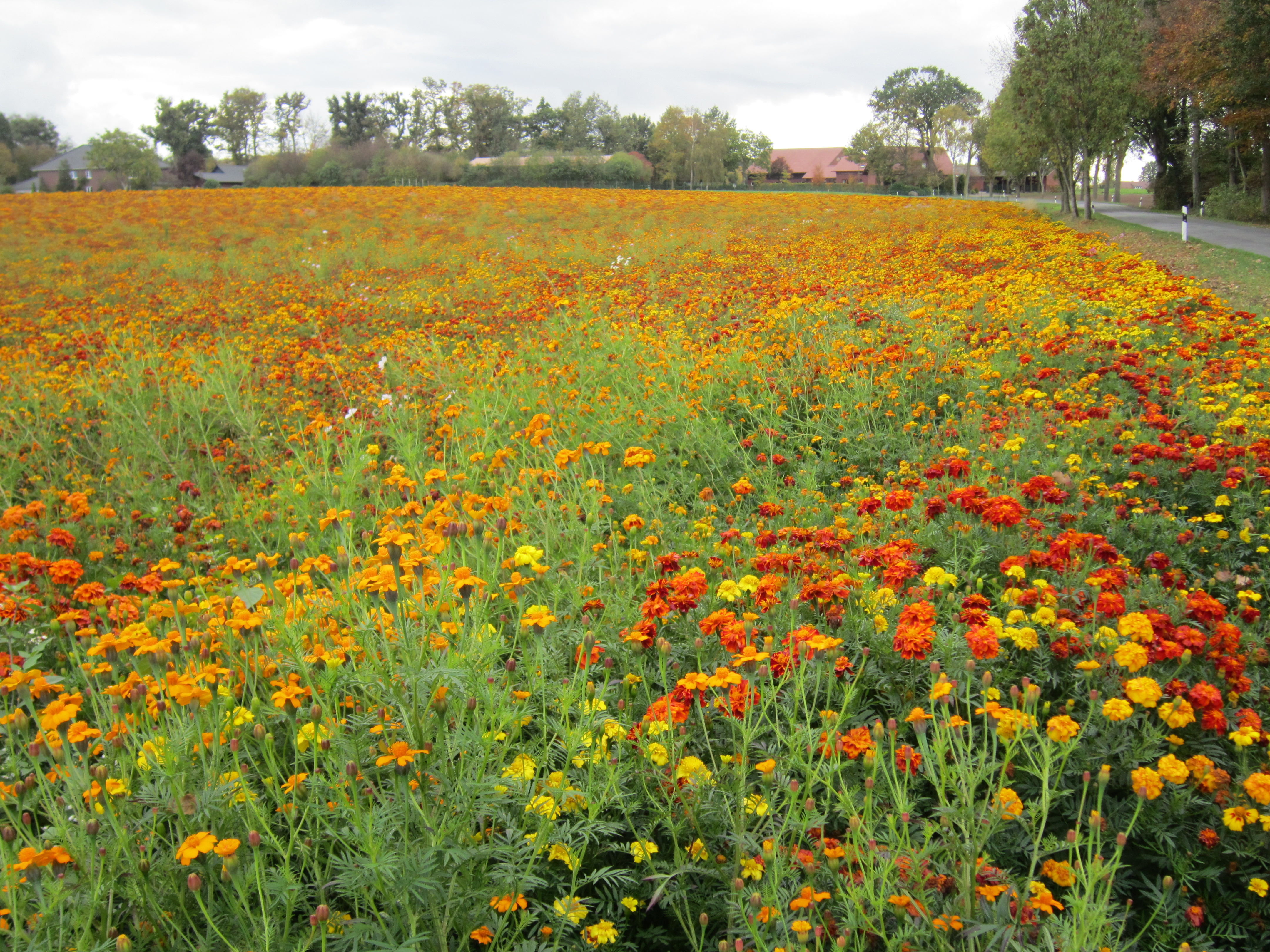
Tagetesfeld in Meyerhöfen

Einst rein landwirtschaftlich strukturiert, hat sich Visbek nach dem Zweiten Weltkrieg zu einer universalen Wirtschaftseinheit entwickelt. Neben dem intensiven Obst-, Gemüse- und Getreideanbau, sowie einer Intensivtierhaltung in den Bereichen Geflügel- und Schweinezucht, sind hier Unternehmen aus den Bereichen Geflügelschlachtung und -verarbeitung, Tierernährung, Pilzkulturen, Elektrotechnik, Maschinen- und Anlagenbau, Holzverarbeitung, Kunststoff und EDV etabliert.

### Ansässige Großunternehmen
In Visbek sind die größten deutschen Vermarkter von Geflügelprodukten ansässig: Neben der Liechtensteiner PHW-Gruppe mit Verwaltungssitz im Ortsteil Rechterfeld hat die EW Group ihren Sitz in Visbek. Die Betriebe des ehemaligen Visbeker Geflügelverarbeiters Gebr. Stolle sind seit 2011 Teil der Plukon Food Group. Außerhalb der Geflügelindustrie ist die Rehau AG + Co in Visbek mit einem Werk der Polymerverarbeitung vertreten sowie die Schulz Systemtechnik GmbH im Bereich Automatisierungstechnik.

### Erdgasförderung
Auf dem Gebiet der Gemeinde Visbek – insbesondere im Bereich der Bauerschaft Varnhorn/Siedenbögen – wird Erdgas in bundesweit gesehen erheblichem Umfang gefördert.

### Tourismus
In der Gemeinde Visbek verlaufen die Ferienstraßen Boxenstopp-Route und die Niedersächsische Mühlenstraße. Gleichfalls laufen der Pickerweg, der zum Netz der Jakobswege gehört, der Reuterweg als Abschnitt des Folkwegs, einer seit der Bronzezeit bestehenden Altstraße, und der Radfernweg 3-Seen-Route durch Visbek. Die Kreuzung des Pickerwegs und des Reuterwegs zwischen Visbek und Norddöllen im Mittelalter entspricht von der Bedeutung her der eines Autobahnkreuzes in heutiger Zeit. Ferner bietet Visbek ein elf Rundtouren umfassendes Wander- und Radwegenetz von insgesamt 200 km Länge an. Ein Fahrradverleih steht zur Verfügung. Übernachtungsmöglichkeiten bestehen u. a. in einer Reihe von Hotels und Ferienwohnungen. Die Gemeinde Visbek ist Mitglied des Erholungsgebietes Nordkreis Vechta, die nördlichen Gemeindeteile gehören dem Naturpark Wildeshauser Geest an. Eine virtuelle Tour durch das vergangene und das heutige Visbek bietet die Gemeinde Visbek auf ihrer Internetseite unter dem Titel Vom Heidenopfertisch zum ArchäoVisbek an.

### Verkehr
Seit 2007 führt eine Umgehungsstraße um den seitdem verkehrsberuhigten Ortskern von Visbek herum.
Autofahrer müssen auf dem Weg von Wildeshausen nach Vechta fünf Kreisverkehre passieren; auf allen fünf Kreisverkehren ist Kreiselkunst zu sehen.

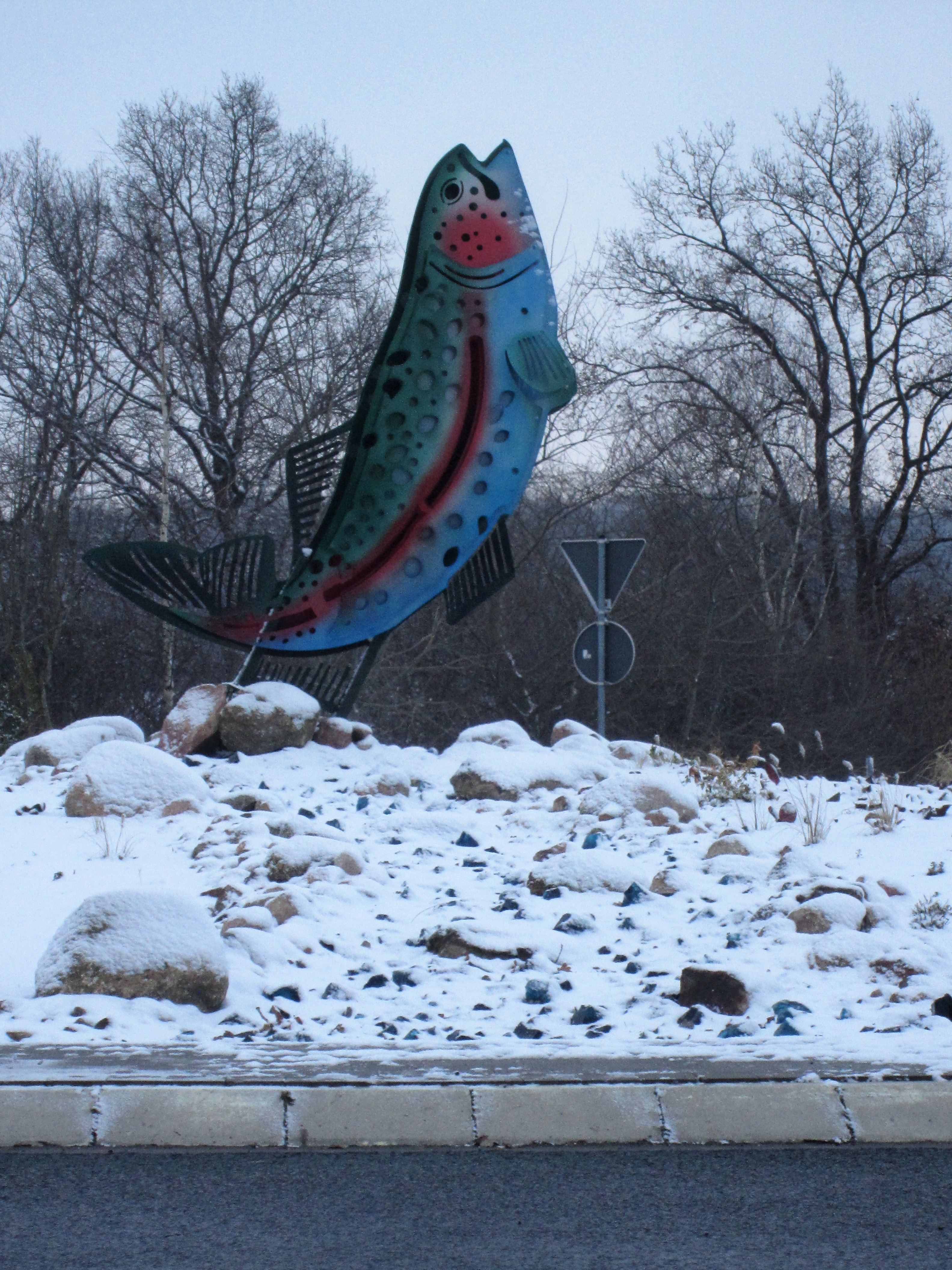
Eine Fisch-Skulptur empfängt in Siedenbögen aus Wildeshausen kommende Besucher Visbeks am Anfang der Umgehungsstraße
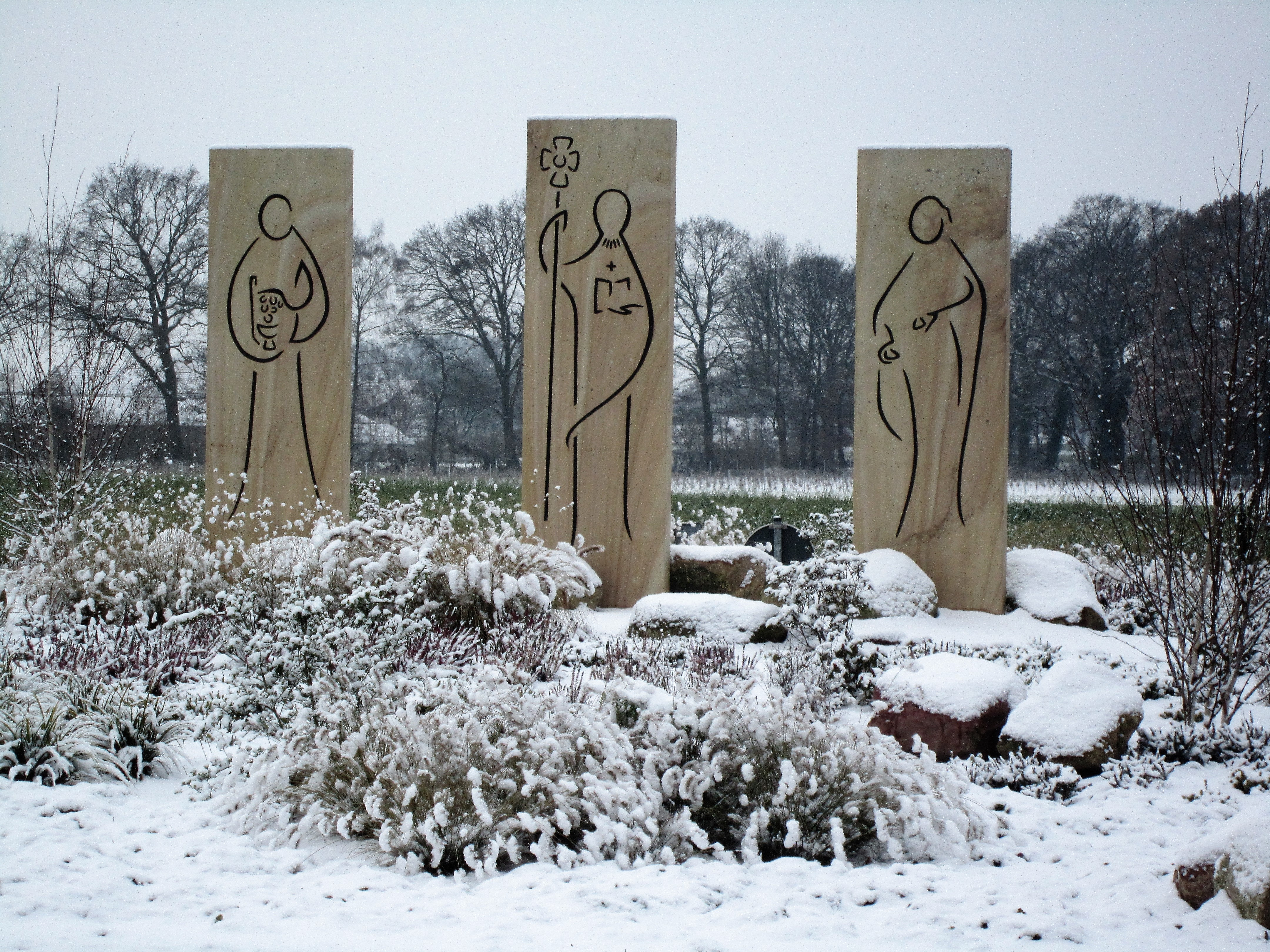
Das bekannte Motiv Gerbert Castus und seine zwei Gefährten in der Mitte der Kreisels Döller Damm an der Umgehungsstraße
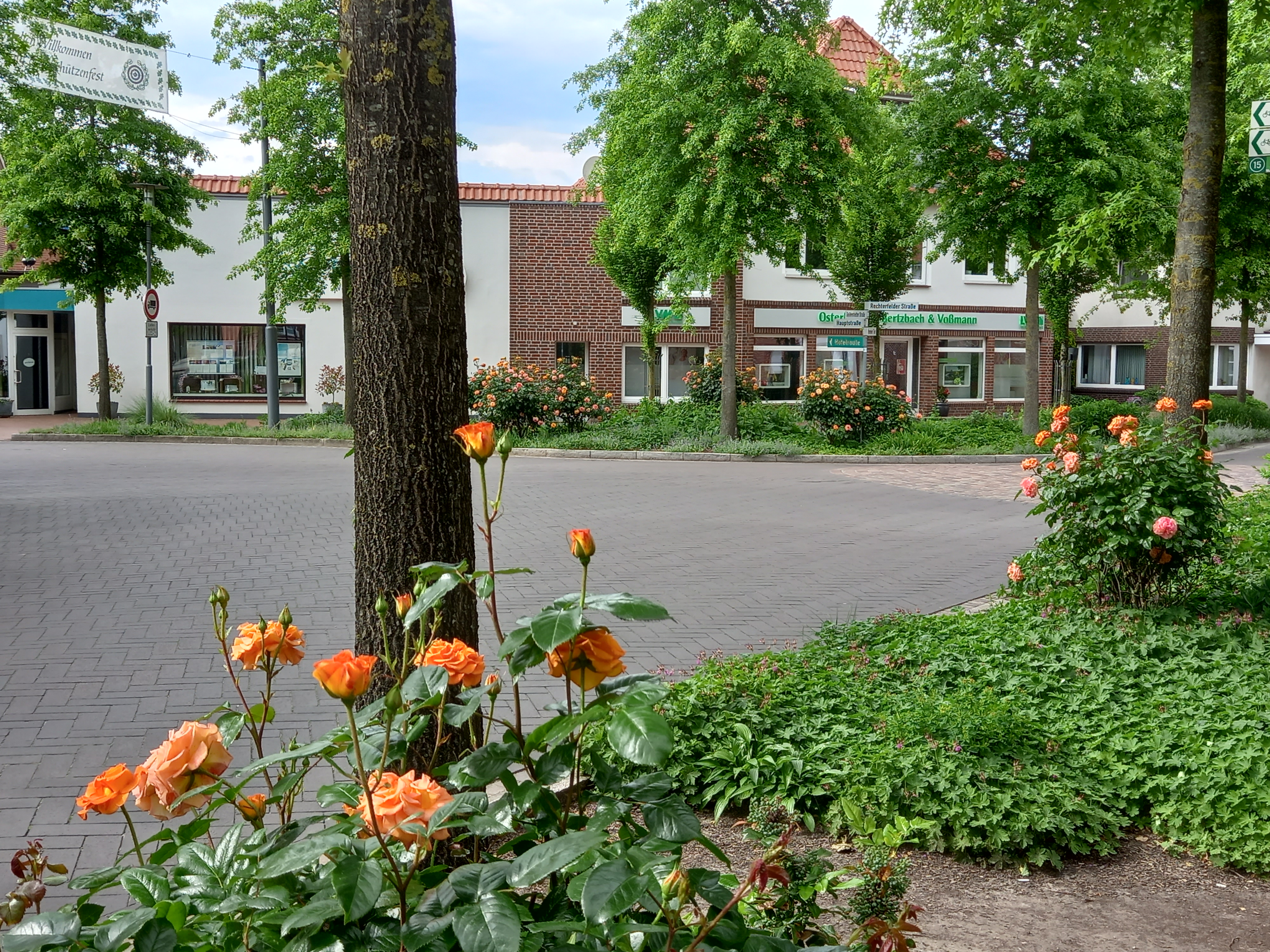
Kreuzung beim Rathaus, von Rosen eingerahmt
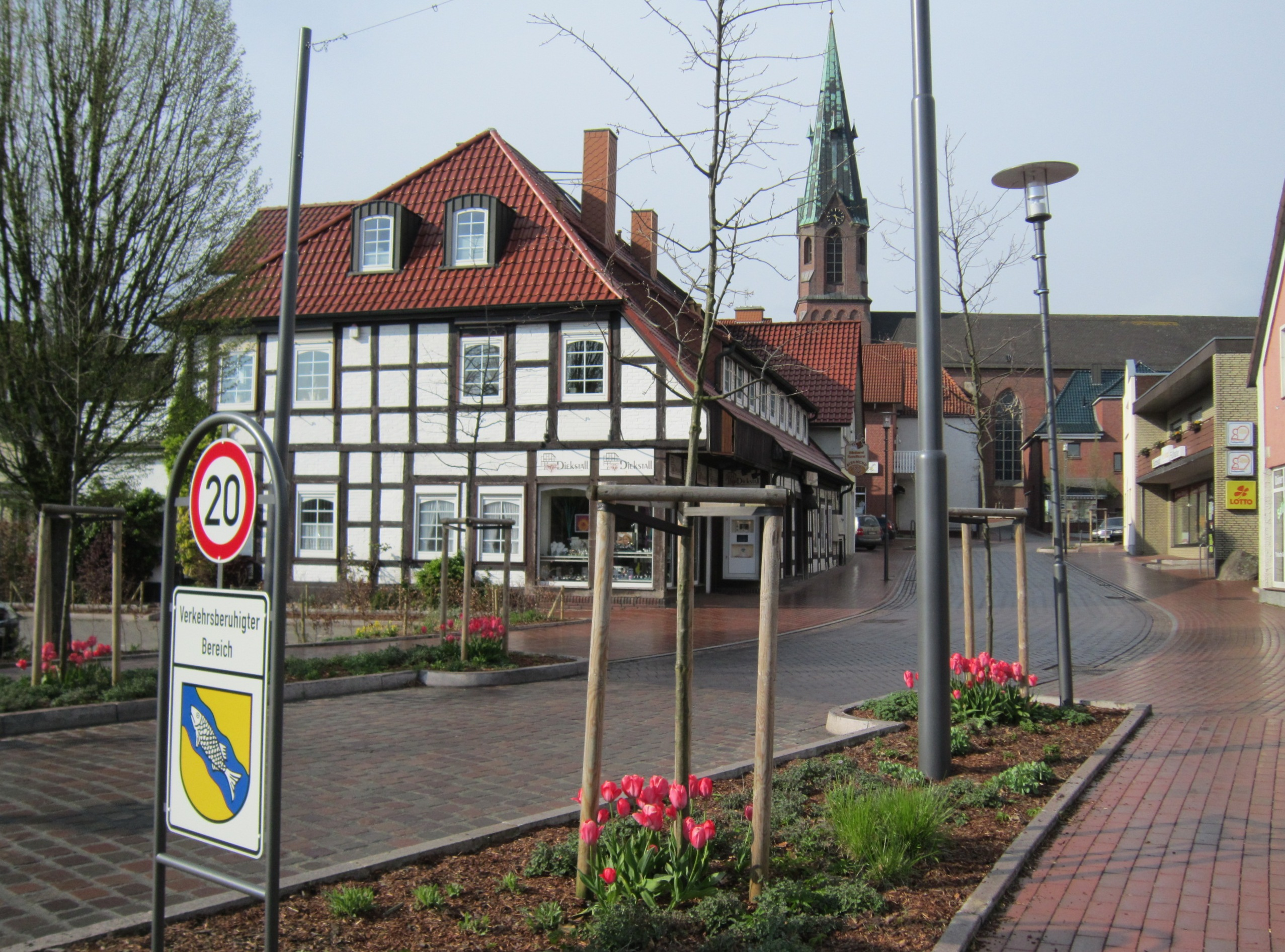
Verkehrsberuhigte Ortsmitte von Visbek, von Tulpen gesäumt
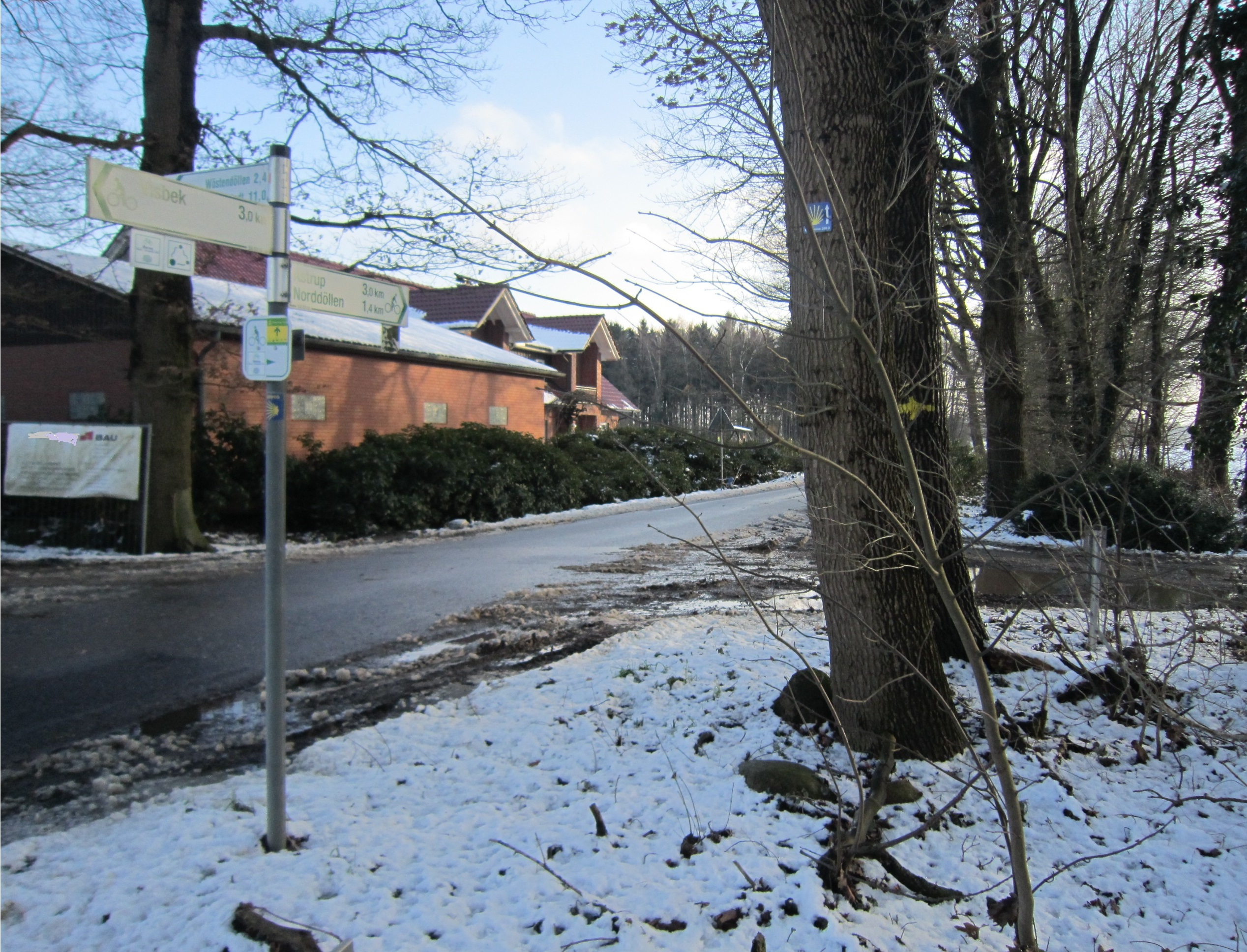
Kreuzung zweier Jahrhunderte alter Fernwege in Norddöllen: Reuterweg (von links nach rechts) und Pickerweg (von vorne nach hinten)

Die Anschlussstelle Cloppenburg der Bundesautobahn A1 für die Fahrtrichtungen Bremen/ Hamburg und Osnabrück/ Münster liegt etwa sieben Kilometer südwestlich der Visbeker Ortsmitte. Über diesen Anschluss ist auch die Bundesautobahn 29 für die Fahrtrichtung Oldenburg erreichbar. Die Landesstraße L873 verbindet Visbek mit Wildeshausen im Nordosten und Cloppenburg (über Schneiderkrug) im Westen. Die Landesstraße L880 führt nach Ahlhorn im Nordwesten und Goldenstedt im Südosten Visbeks. Die gut ausgebaute Kreisstraße K334 (Visbeker Damm) schließlich verbindet Visbek mit seiner südlich liegenden Kreisstadt Vechta.
Im Rahmen der Verkehrsgemeinschaft Landkreis Vechta ist Visbek durch Buslinien von Moobilplus Vechta (moobil+) in den ÖPNV im Oldenburger Münsterland eingebunden.
Die Gemeinde liegt an der Eisenbahnstrecke Delmenhorst-Hesepe. Diese Strecke wird seit dem Jahre 2000 wieder regelmäßig bedient, nämlich durch die NordWestBahn mit der Linie RB 58 Bremen – Vechta – Osnabrück. In beiden Fahrtrichtungen erfolgen seit 2003 tagsüber stündliche Abfahrten. Der Haltepunkt für Visbek befindet sich ca. sechs Kilometer entfernt in der Bauerschaft Rechterfeld.
Die nächstgelegenen Verkehrsflughäfen sind Bremen (40 Kilometer) und in Münster/Osnabrück (90 Kilometer). Zudem gibt es einen Verkehrslandeplatz in Ahlhorn, den ehemaligen Militärflugplatz Ahlhorn, der jedoch nicht mehr genutzt wird, und sich im Ausbau zu einem Logistik-, Technologie- und Gewerbepark befindet. Nahegelegene internationale Flughäfen sind Hamburg (140 Kilometer), Hannover (110 Kilometer) und Düsseldorf (200 Kilometer). (Sämtliche Entfernungsangaben in Luftlinie.)

### Bildung und Kultur

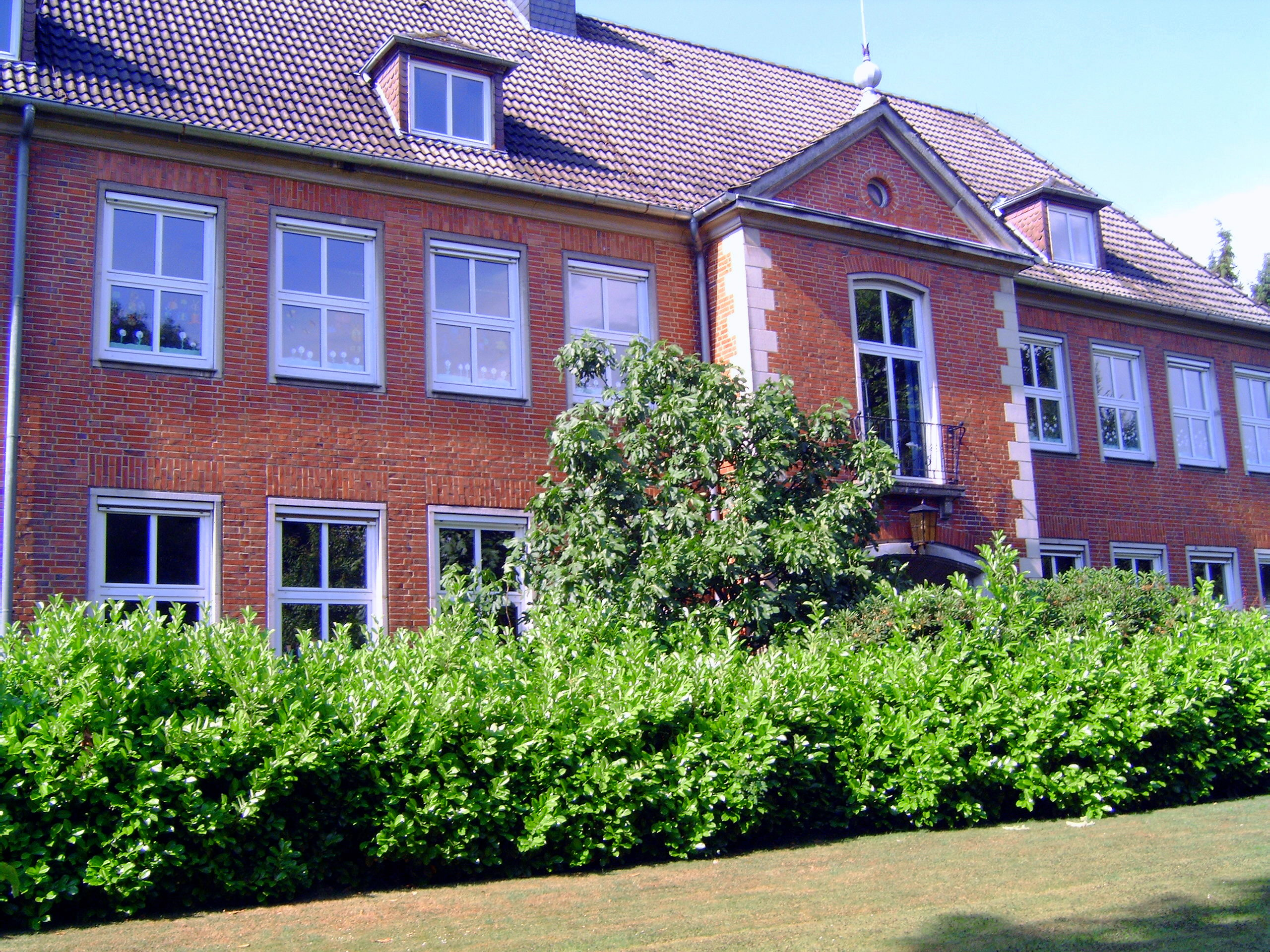
Die Gerbertschule in Visbek

- ArchäoVisbek, Archäologisch-Historisches Informationszentrum, Rechterfelder Straße 1, Visbek[59]
- Benedikt-Schule Visbek, Oberschule, Overbergstraße 10, Visbek
- Gerbertschule Visbek, Grundschule, Vitusstraße 21, Visbek
- Grundschule Rechterfeld, Rechterfeld-Am Sportplatz 3, Visbek
- Grundschule Hagstedt/ Erlte, Hagstedt 62 und Erlte 60, Visbek
- Kreismusikschule Vechta, Willohstraße 19, 49377 Vechta
- St. Elisabeth Kindergarten, Dieckhus Kamp 17, Visbek
- St. Raphael Kindergarten, Kirchstraße 1, Visbek
- St. Antonius Kindergarten Rechterfeld, Am Sportplatz 4 a, Visbek
- Kindertagesstätte St. Franziskus, Overbergstraße 13, Visbek
- Schulkindergarten Erlte, Erlte 60, Visbek[60]

### Gesundheitliche Versorgung, Pflege, Bildung und Familie
Neben einer Reihe niedergelassener Ärzte und Zahnärzte gibt es in Visbek eine Suchtfachklinik für Frauen, ein Alten- und Pflegeheim, eine Sozialstation und seit 2018 das Haus der Bildung & Familie, vormals Haus der Familie.
- Fachklinik St. Vitus[62]
- Alten- und Pflegeheim Pflegezentrum St. Benedikt[63]
- Sozialstation Nordkreis Vechta – Pflegestützpunkt Visbek[64]
- Haus der Bildung und Familie Visbek[65]

### Polizei, Brandschutz, Rettung, Bergung
Polizeiliche Dienste, Brandschutz, Hilfe bei Unfällen und in anderen Notfällen werden durch folgende Einrichtungen geleistet:
- Polizeistation Visbek[66]
- Freiwillige Feuerwehr Visbek[67]
- Malteser Hilfsdienst e. V.[68]
- DLRG Ortsgruppe Visbek e. V.[69]

### Medien
In der Gemeinde Visbek werden folgende regionale Zeitungen genutzt:
- Oldenburgische Volkszeitung (Vechta)
- Nordwest-Zeitung (Oldenburg)

## Persönlichkeiten

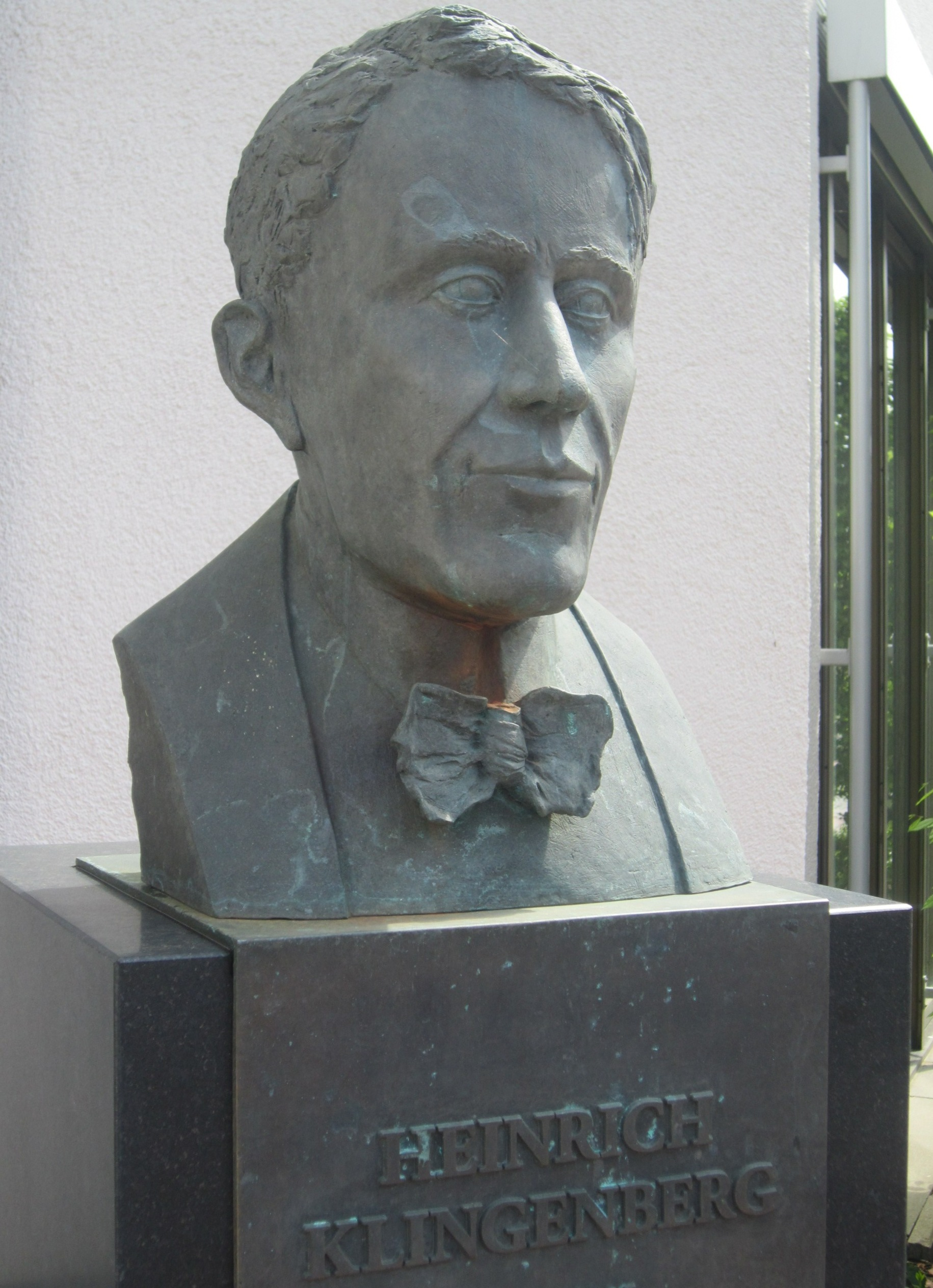
Der Maler Heinrich Klingenberg, Plastik von Albert Bocklage an der Hauptstraße in Visbek

- Heinrich Klingenberg (* 23. Mai 1868 in Visbek; † 30. Dezember 1935 in Lohne), Maler[70]
- Georg Kühling (* 18. November 1886 in Rechterfeld; † 26. März 1963 ebenda), war ein deutscher Landwirt und Politiker des Zentrums, später CDU
- Bernhard Brockmann (* 19. August 1931 in Visbek; † 15. August 2018 in Goldenstedt), Rechtsanwalt, Notar und Regionalhistoriker
- Johannes Bahlmann OFM (* 10. Dezember 1960 in Visbek), katholischer Ordensgeistlicher, Bischof von Óbidos, Bundesstaat Pará, Brasilien; lebt seit 1983 in Brasilien